# Küssaburg

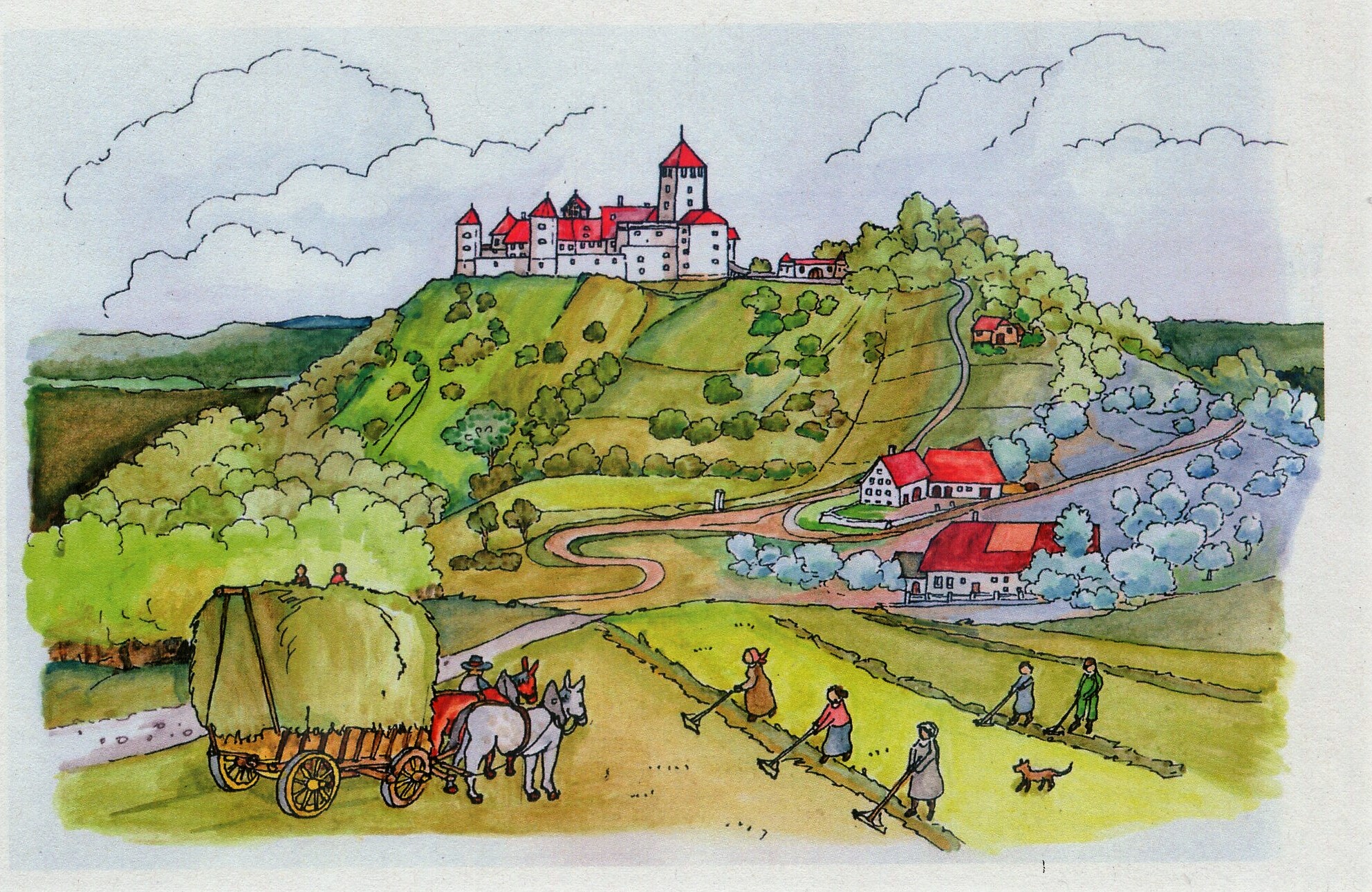
Die Burg um 1600 (Zeichnung W. Pabst)

Die Küssaburg, auch Schloss Küssenberg genannt, ist die Ruine einer Gipfelburg auf 634 m ü. NN im Klettgau im Landkreis Waldshut in Baden-Württemberg.
Die Küssaburg ist Eigentum des Landkreises Waldshut. Ihre Betreuung obliegt dem Küssaburg-Bund.
Die Burganlage befindet sich auf dem Territorium der Gemeinde Küssaberg innerhalb der Gemarkung von Bechtersbohl, historisch war sie eng mit dem Dorf Küßnach verbunden.
Die nach dem Bauernkrieg ab 1529 ausgebaute Festung wurde 1634 im Dreißigjährigen Krieg zerstört.
Die Höhenburg ist historisches Baudenkmal am Hochrhein und ein Wahrzeichen des Landkreises. In den Anfangsjahren der Wertschätzung von Archäologie im 19. Jh. schützte ein erstes Gesetz die Erhaltung und Freilegung der Burgruine (1855), die heute ein beliebtes Ausflugsziel in der Region ist. Die Gesetzgebung stoppte den Abbruch von Baumaterial und lenkte Schatzgräberei in geordnete Bahnen. Erste Ausgrabungen waren noch abenteuerlich und bereits mit Aufwand zur Dokumentation verbunden.

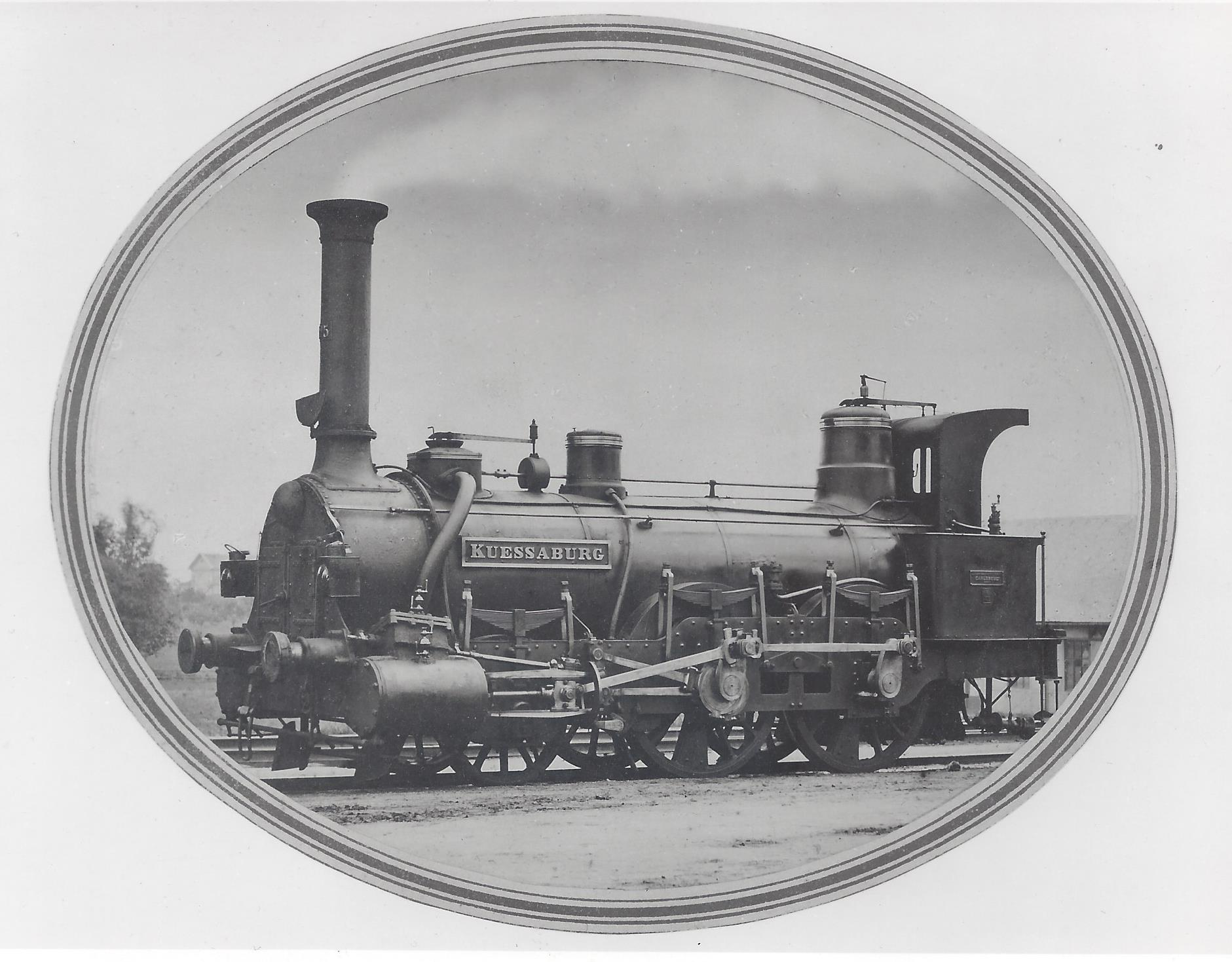
Dampflokomotive Küssaburg (1856)

Die Aufmerksamkeit auf alte Geschichte brachte auch Technik und Historie zusammen – im Namen der ersten Lokomotive für die Hochrheinbahn: Dampflokomotive Küssaburg. Mit ihr wurde die Verbindung Basel-Konstanz am 15. Juni 1863 eröffnet. Ein Meilenstein für den Tourismus am Bodensee.
Der Sicherungsbereich von Platz und Festung reichte historisch um Zürich – Tiengen – Stühlingen – Schaffhausen. Die römische Heeresstraße von Italien und den mittleren Alpen nach Norden zwischen Schwarzwald und der Donau nach Germanien verlief über den Pass von Bechtersbohl am Westfuß der Burg.
Umfassend siehe: Die Geschichte der Küssaburg

## Lage und Umfeld

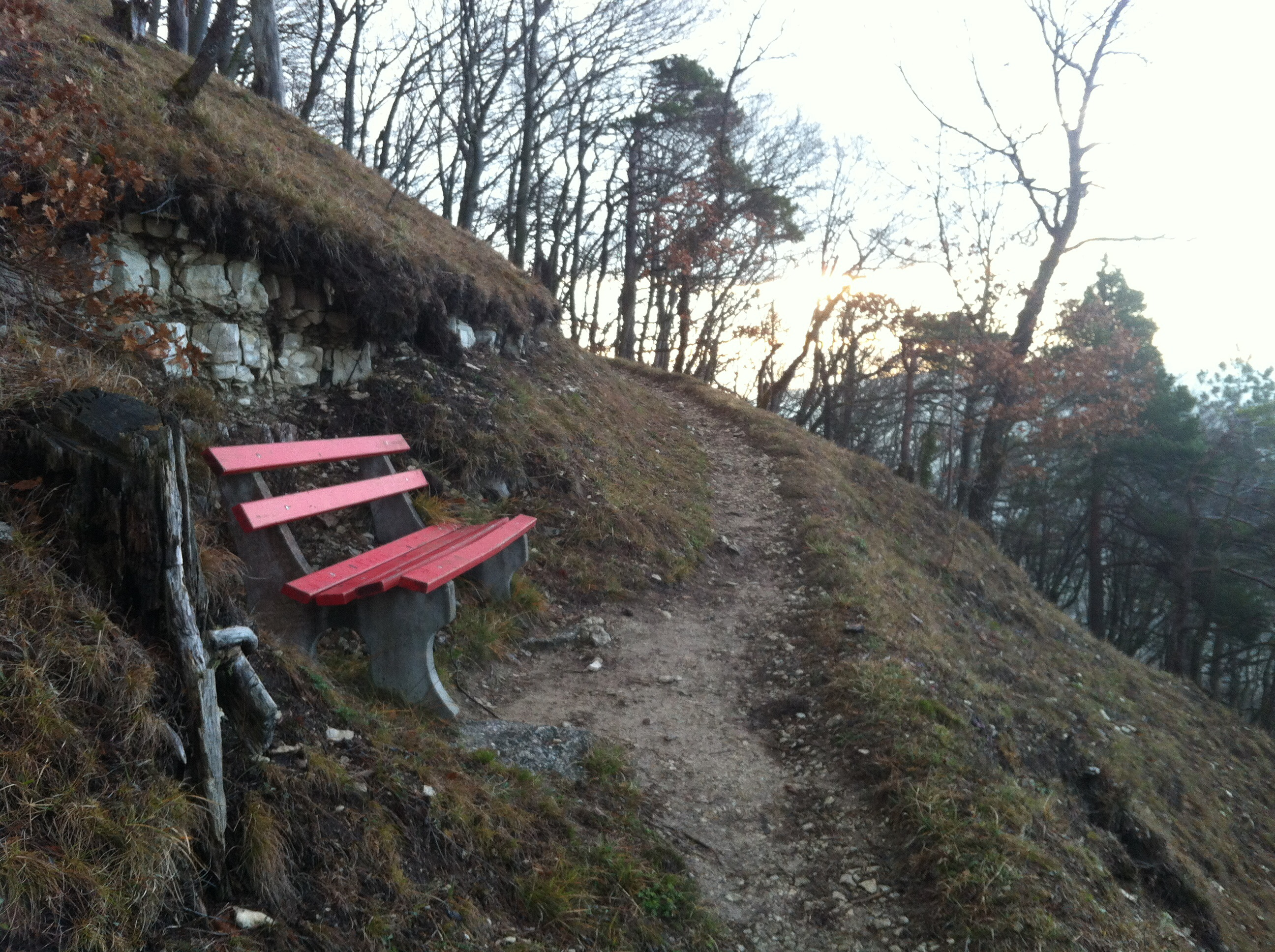
Fußweg von Bechtersbohl aus

Die Küssaburg befindet sich in der Linie der Ausflugsziele am Hochrhein zwischen Bad Säckingen (Münster) und dem Rheinfall bei Schaffhausen. Der Küssenberg befindet sich auf dem südlichen Ausläufer des Randen-Gebirges und beherrscht unmittelbar einen alten Verkehrsweg aus dem Schweizer Alpenvorland in den Klettgau, dessen nächste Station von dem nördlichen Bergzug des Randen und der dahinter verlaufenden Wutach begrenzt wurde. Das nächste Machtzentrum war historisch nach dreihundert Jahren als römischer Ort Iuliomagus (Schleitheim), das Schloss Stühlingen mit der anschließenden Landgrafschaft.
Am westlichen Fuß der Burg liegt Bechtersbohl (> hier die Zufahrt zur Burg) mit der in römischer Zeit ausgebauten Passstraße. Der Ort Küßnach im Südosten ist über einen Fußsteg erreichbar.

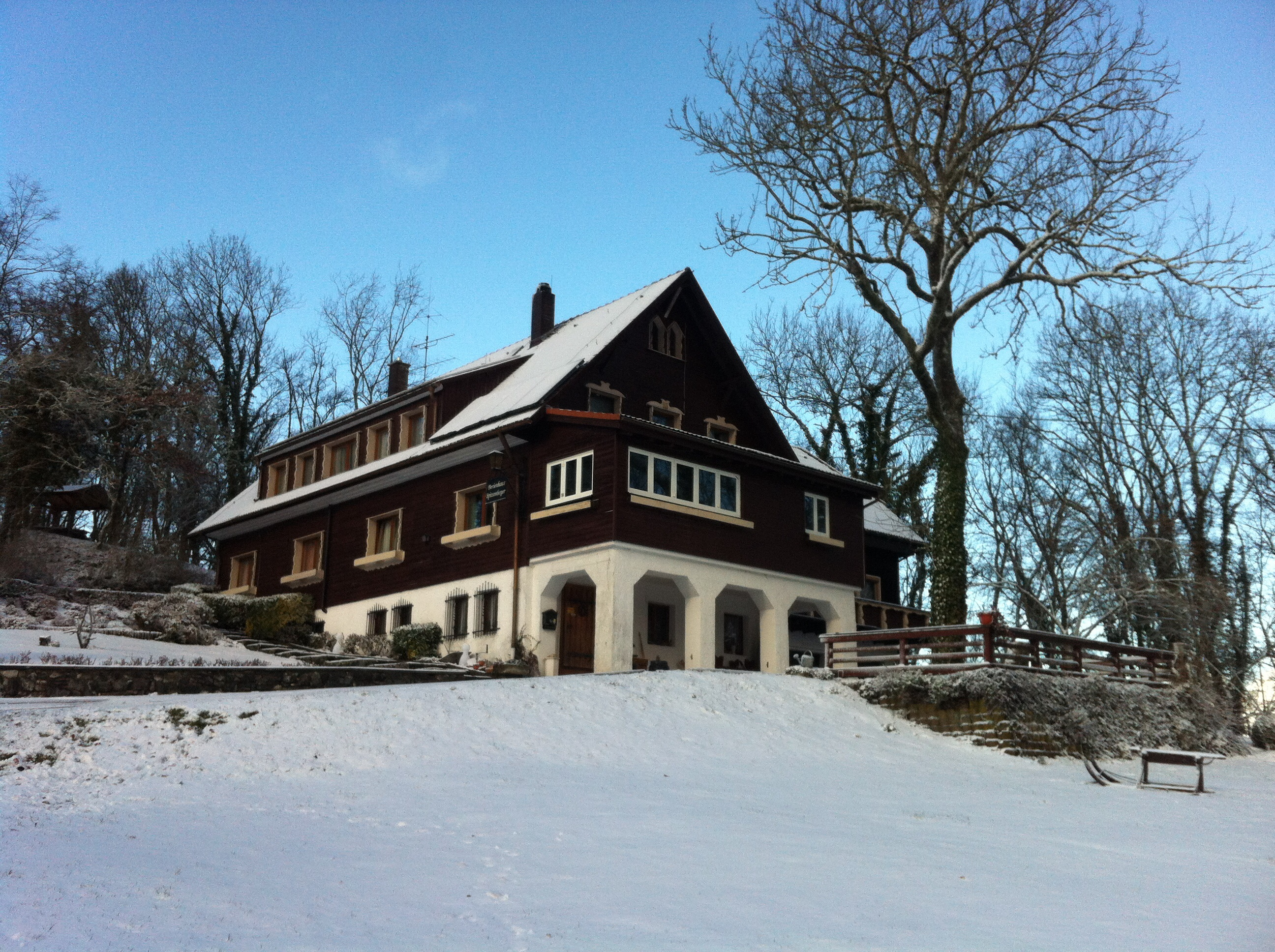
Ehemalige Jugendherberge, heute Ferienhaus

Die Serpentinenstraße zur Anhöhe wurde 1933/34 gebaut – sie führt zur Gaststätte Küssaburg – deren Eröffnung „nach alten Urkunden auf den 25. Januar 1917 datiert.“ Der landwirtschaftliche Betrieb („Schloßhof“) zählte früher zu den Versorgern der Burg. Oben, am Aufstieg zur Ruine, steht „die ehemalige [Nachkriegs-]Jugendherberge. (1933 „Wehrertüchtigungslager“ für Jugendliche/Bohlhofpiloten) erbaut.“ Seit dem Umbau 1979 dient sie als Ferienhaus.
Nach Osten führt ein Wanderweg zum Kalten Wangen an der Verbindungsstraße von Grießen nach Hohentengen.
Die Küssaburg liegt in einer Einflugschneise zum Flughafen Zürich.
Siehe auch: Touristische Kurzbeschreibung

## Aktuelles Sanierungsvorhaben
Nach Übernahme der Burg in die Verantwortung des Landkreises 1978 erfolgte eine Reihe von Sanierungs- und Renovierungsmaßnahmen. Letzte Arbeiten in diesem Rahmen erfolgten 2017. Mit Erwin Schwing von der Hochschule in Karlsruhe wurde im Auftrag von Landkreis und Küssaburgbund 2018 ein neues Sanierungskonzept „entwickelt, das nach Prioritäten in den nächsten sechs bis sieben Jahren abgearbeitet werden soll und mit rund 140.000 Euro geplant ist. […] Mitte September werden die nächsten Arbeiten an der Burg ausgeführt. Geplant sind Arbeiten am vorderen Turm und an der Mauer. Zunächst muss der Bewuchs entfernt werden, der mit seinem Wurzelwerk die Steine gelockert hat. Die Maßnahme dauert rund zwei Monate.“

## Namensgebung
Zur Namensgebung gibt es zwei wissenschaftlich begründete Ableitungen und einige regionale, poetische und auch spekulative Deutungen, die sich auf Vergleiche im Wortklang oder in der Schreibweise beziehen.

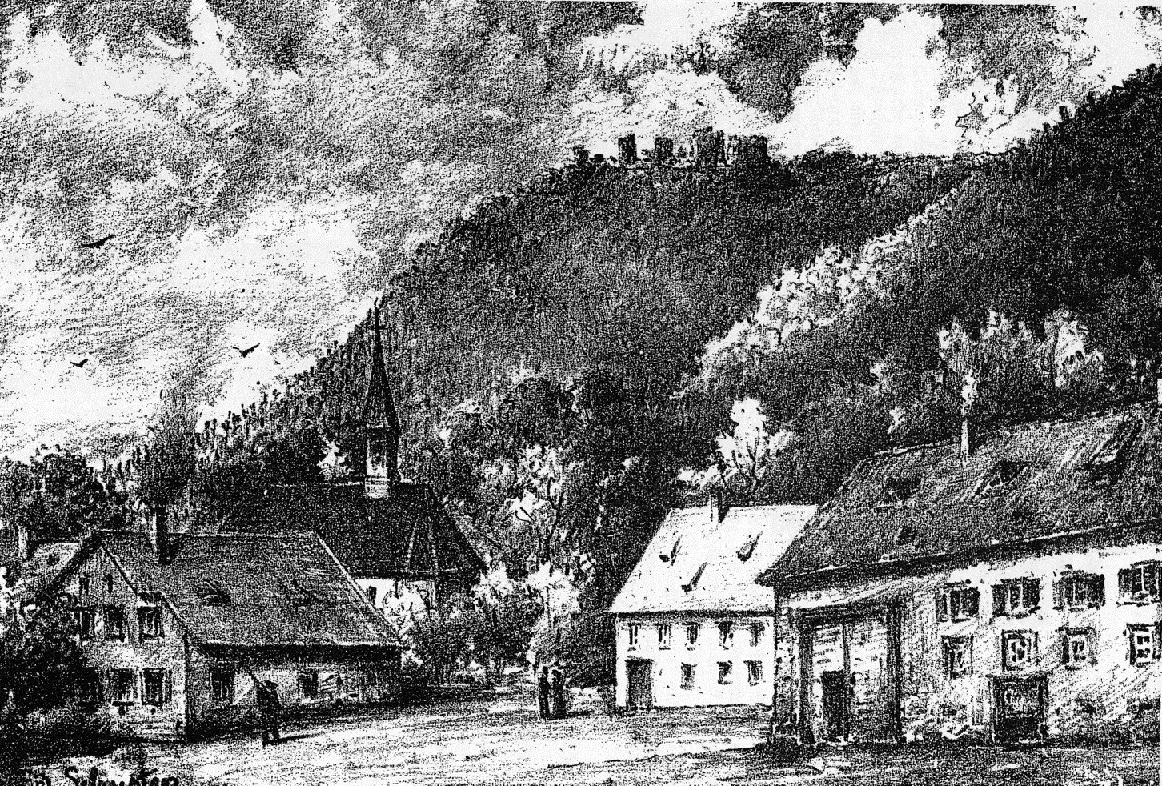
Die Küssaburg von Küßnach aus. Bild von Eduard Schuster, 1908

Küssaburg und Küssnach haben eine gemeinsame Herkunft. Die historischen Belege (1. Hälfte des 15. Jh. Kussach, 1500 Küssnacht usw.) deuten darauf hin, dass der Ort Küßnach in althochdeutscher Zeit Kussinaha hieß. Das Bestimmungswort ist der Personenname Kusso, bei Küßnach ist -bach oder -ach/-a zweiter Bestandteil (Grundwort). Bei -ach oder -a handelt es sich um Zusammensetzungen mit dem altdeutschen Wort aha ‚Wasser‘.

Burgberg vor der Klettgauebene, 1958

Die ursprüngliche Namensgebung wird auf der Basis durch Archäologie erlangten Wissens bereits als Landgut eines Römers gedeutet, der im südlich der Burghöhe im Tal einen Steinbau (Villa) – möglich ab dem 1. Jahrhundert nach Christus – errichten ließ und mit dem Namen Cossinus überliefert sein kann. -ach wäre vom keltischen akum (Hof) abzuleiten. Siehe auch: Abschnitt zur Römerzeit.
Die Vielzahl der poetischen, manchmal auch spekulativen Namenserklärungen von Geschichtsfreunden, die sich meist auf Vergleiche im Wortklang oder in Schreibweisen beziehen, hat Wolf Pabst, Küssaberg, zusammengefasst.

## Baumaterial, Territorium und Topographie

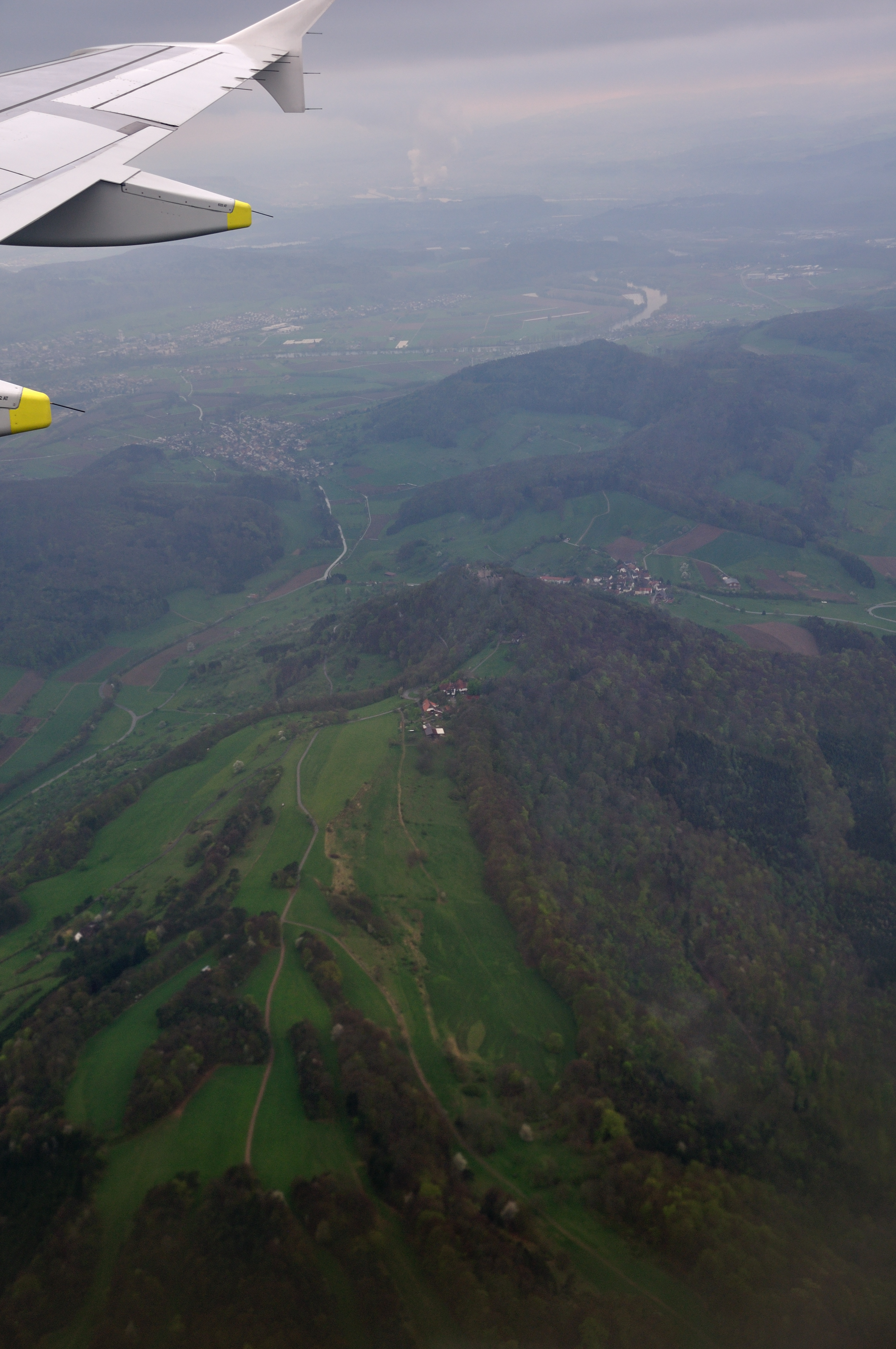
Im Vorgelände sind symmetrisch Baumreihen zu erkennen, die an Erdstrukturen angepasst sind, 2007

Der Burgberg besteht aus den hellweißen Gesteinen des Weißen Jura, aus dem auch die Mauern erstellt sind. Die sehr harten Malmgesteine sind nur schwer in Form zu hauen und zerspringen dabei gerne, weshalb man einen Großteil der Treppen, Schießscharten, Fensterfassungen, Laibungen, Stürze und das Wappen am Eingang aus dem unweit in der Nachbarschaft abgebauten braunfarbenen Sandstein der Wutach-Formation dafür verwendete. Sie setzen durch den Farbunterschied auch den typischen lokalen Akzent.
Die Lage des Küssenberges mit seinem Gipfelplateau bot topographisch eine geeignete Position zur Kontrolle eines wichtigen Übergangs aus dem Alpenvorland über den Rhein und die Bergkette des südlichen Randen ins ‚Landesinnere‘, in die mitteleuropäischen Territorien:
„Die Burg besetzt die vorderste, nach Westen gerichtete Weißjuraspitze des Klettgauer Randen, von wo aus man den Sattel mit dem Paßübergang von Bechtersbohl beherrscht.“

## Vorgeschichte
Nicht nur die Lage macht es wahrscheinlich, dass der Platz schon in Urzeiten besiedelt war: Beim Bau einer Wasserleitung im näheren Burgbereich kam ein schweres Randleistenbeil der frühen Bronzezeit (7000 bis 5000 v. Chr.) zu Tage.
Kelten

Da das Plateau der Küssaburg durch die nach drei Seiten steil abfallenden Berghänge und dem schmalen ‚Schlauch‘ am Schwachpunkt der östlichen Seite gut abgeriegelt werden konnte, kann ein keltisches Befestigungswerk vorausgesetzt werden, da auch an weiteren alten Verkehrswegen in der Region Höhenburgen festzustellen sind – wie die Wallburg Semberg bei Schwerzen und der Hornbuck bei Riedern am Sand. Die Funde und Befunde von der Bronzezeit bis ins frühe Mittelalter machen eine sehr alte Befestigung auf dem Berg wahrscheinlich.
Römer

Zudem wird vermutet, dass an gleicher Stelle vor etwa 2000 Jahren ein Wach- und Signalturm stand, um das Teilstück der römischen Heerstraße von Tenedo (Bad Zurzach/Schweiz) bis Juliomagus (Schleitheim/Schweiz) zu sichern. Am Fuß des Berges befand sich ein Gallo-römischer Umgangstempel.
In der Heimatforschung schreibt Emil Müller-Ettikon: „Auf dem Küssenberg saß ein Kelte, der sich Cossinius nannte, ein Geschlechtername, der mehrfach bezeugt ist. Er gab auch dem Dorfe Küßnach den Namen. Die -ach kommt hier nicht von dem germanischen aha = ach, was fließendes Gewässer bedeutet […], sondern ist das keltische Suffix -akos, lateinisch akum, das den Besitz, die Zugehörigkeit zu einer Person ausdrückt.“
In der Forschung gilt als wahrscheinlich (Jürgen Trumm), dass der Name entstand, als ein Römer namens Cossinius vor 2000 Jahren ein Landgut beim ursprünglichen keltischen Dorf bauen ließ. Architektonisch ein Steinbau (Villa), der im Zusammenhang mit militärischen Einheiten errichtet wurde (Legionäre waren Bausoldaten). Umgeben von Holzbauten der Kelten, auch Mühlen in durchdachter Konstruktionstechnik.

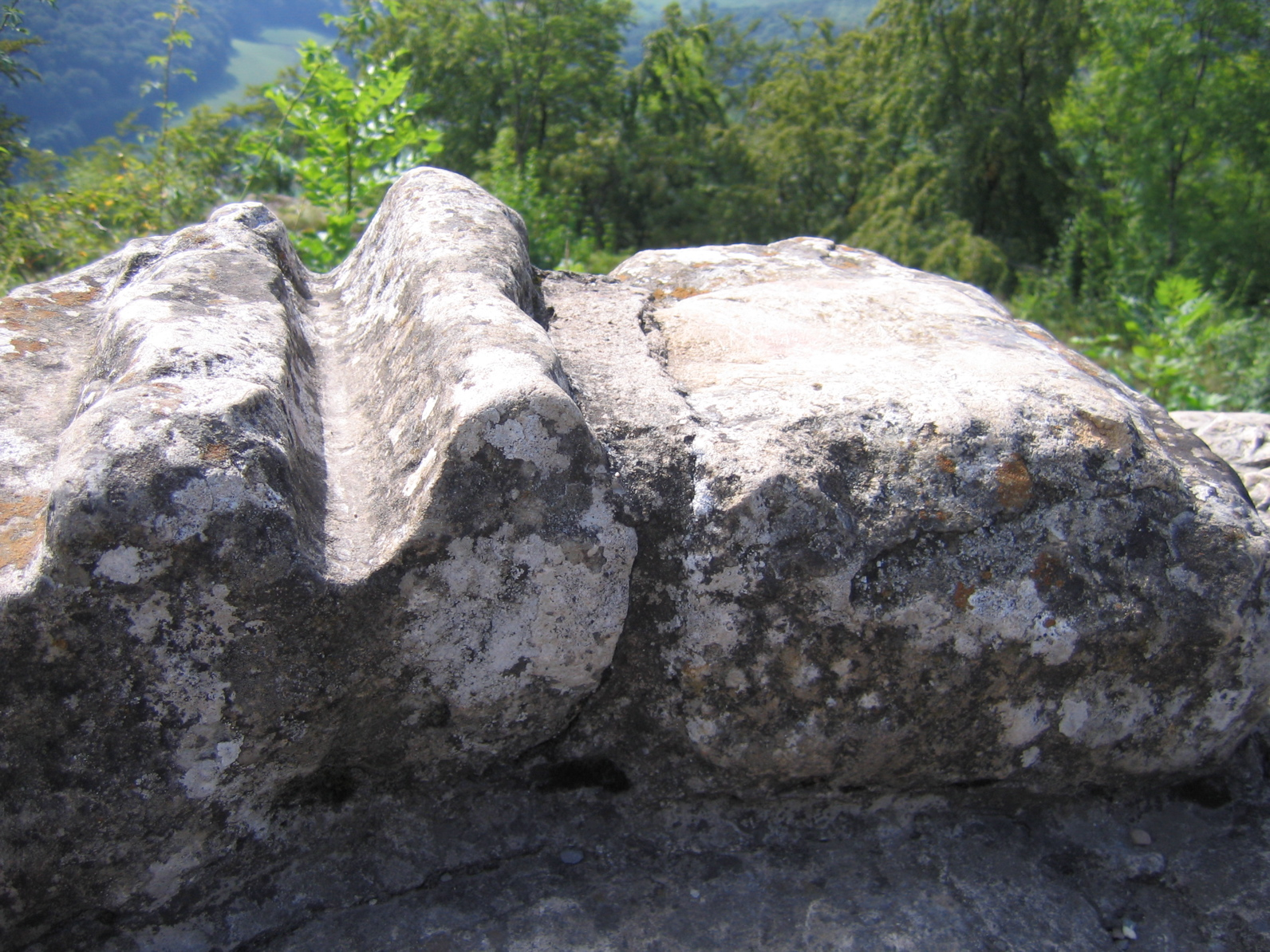
Römische Straßenplatte mit eingehauener Wagenspur

Als nach dem Ende der römischen Epoche um 500 nach Christus die Steinbauten zerstört waren, ging auch das Wissen um entsprechende Konstruktionstechniken verloren. 200 Jahre später, nach der Wiederentdeckung eines römischen Handbuches, das abgeschrieben wurde, war der Steinbau um 1000 n. Chr. wieder allgemein verbreitet (Burgen, Brücken, Kirchen). Das Material der antiken Bauwerke in der Umgebung wurde für den Neubau in Dörfern und Höhen und Bergen benutzt. Heute zeigen sich zwei Spursteine im Mauermaterial der Küssaburg, die von dem steil abfallenden Straßenstück der hier bis 1871 benutzten Römerstraße von Bechtersbohl in den Klettgau stammen werden. Die Spuren verhinderten das Ausscheren von Wagen.
Alamannen und Franken

Im Jahr 386 bauten die Römer zuletzt noch eine Steinbrücke zwischen dem Kastellort Tenedo (Bad Zurzach) und dem Rheinheimer Brückenkopf. In der historischen Literatur wird von einer langen Phase oft friedlicher Koexistenz (Handel) in diesen Zeiten ausgegangen. Nach der Auflösung des Römischen Imperiums und dem Abzug der letzten Truppenverbände von der Hochrheinlinie Mitte des 5. Jahrhunderts n. Chr., konnten sich die Alamannen in der Region ungestört ansiedeln.

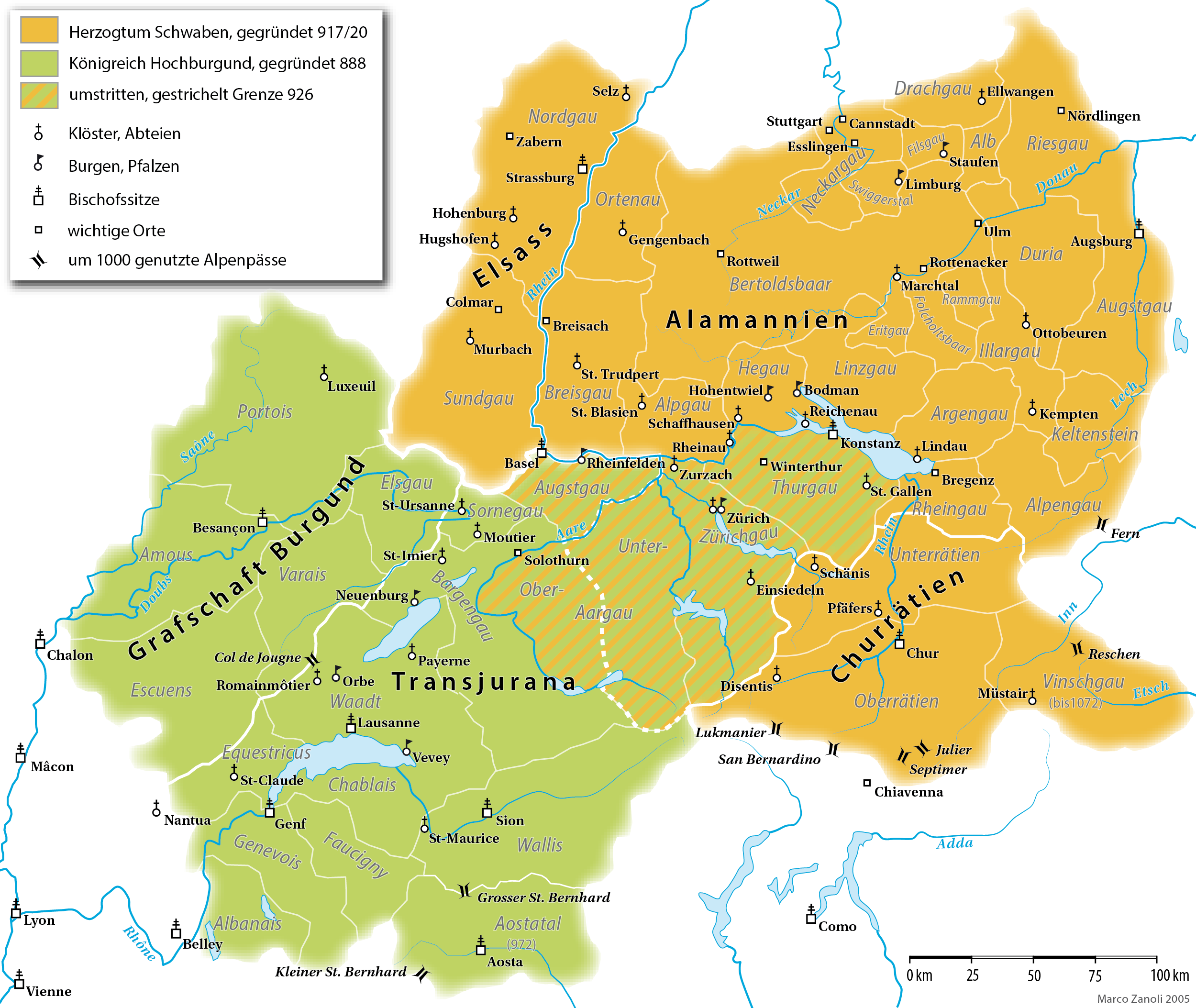
Das fränkische Alamannien um 1000 (orange).

Doch nach der Niederlage 496 der Alamannen in der Schlacht von Zülpich gegen die Franken (Merowingerkönige) besetzten diese zuerst stützpunktartig Alamannia und gründeten später auch eigene Dörfer – ein Umstand, der in der Forschungen mit entsprechenden Namensendungen der Ortschaften verbunden wird. Die Überlieferungen berichten von einer langen und weitgehenden Autonomie der Alamannen unter fränkischer Herrschaft und von zahlreichen kleinen und größeren Aufständen.
Unter den Karolinger-Königen war Alamannia nur noch eine Provinz des Reiches, das Karl der Große um 800 in die noch heute bestehenden Gaue einteilte. Der ehemalig unter den Alamannen gebräuchliche Herzogstitel wurde von den Franken durch die Einrichtung der Grafen-Ämter abgelöst, die anfangs auch von ihnen besetzt wurden. Aus dieser Zeit stammt auch das erste schriftliche Dokument zu einer Burg auf dem Küssenberg im Archiv des Klosters Rheinau aus dem Jahr 888.
Die auf die Römer folgende Herrschaft der Franken in Mitteleuropa kann bis um das Jahr 1000 definiert werden; in einem längeren Auflösungsprozess dezentralisierten sich die europäischen Herrschaftsverhältnisse wieder. Von Osten fielen asiatische Reiterstämme nach Europa ein, im Norden plünderten die Normannen bis ans Mittelmeer.

## Mittelalter (6. bis 15. Jahrhundert)
Mit Heinricus de Chussaberch wird das Geschlecht der Grafen von Küssenberg 1135 und 1150 in Urkunden des Klosters Allerheiligen erstmals genannt.

### Grafen von Küssenberg und Lupfen
Die Grafen von Küssenberg waren in jener Zeit eine bedeutende Adelsfamilie, denn neben ihrer Herrschaft über den Klettgau „kam 1172 auch die Landgrafschaft Stühlingen auf dem Erbweg an die Freiherren von Küssenberg, deren Stammburg die Küssaburg war.“
Ein Werner von Küssenberg war von 1170 bis 1178 Abt im Kloster St. Blasien.
Um 1250 war das Haus der Grafen von Küssenberg ausgestorben und zwei neue Mächte wurden seine Erben: die Herren von Lupfen, die freilich nur den Stühlinger Teil des einst küssenbergischen Herrschaftsgebilde an sich zu ziehen wussten und – für die Geschichte des Klettgau viel entscheidender – der Bischof von Konstanz, Heinrich von Tanne, der 1241 die Stammherrschaft Küssaburg mit der gleichnamigen Burg und den dazugehörigen Ortschaften sowie die am Hang des Südranden zahlreich durch Rodung angelegten Einzelhofsiedlungen erworben hatte.

### Spätmittelalter

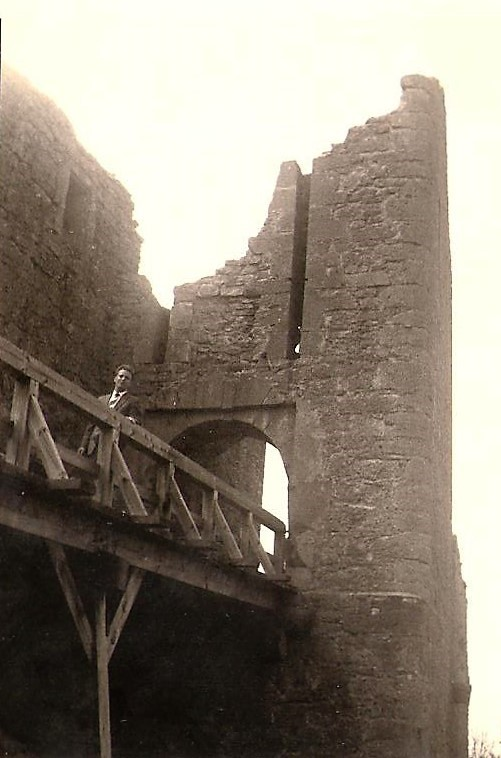
Torturm um 1950

Der letzte Graf von Küssenberg, der wohl 1270 verstarb, wie ein Chronist zum Spätmittelalter beschreibt, nennt als vorübergehenden Höhepunkt das Reich Karls des Großen (um 800), das sich im 10. Jahrhundert wieder in zahlreiche kleine Adelsherrschaften auflöste: „Von diesen, in der 1. Hälfte des 12. Jh. noch etwa 15 gleichzeitig im Klettgau lebenden edelfreien Häusern sind freilich Ende desselben Jahrhundert nur noch 3 oder 4 übrig geblieben.“ Es muss sich um ein Burgensterben gehandelt haben. Die Zerstörung der Küssaburg gegen Ende des Dreißigjährigen Krieges bezeichnet nur den Abschluss einer langen Zeit von Burgenniederlegungen am Ende des Mittelalters.
Bei der Wende vom 12. zum 13. Jahrhundert kämpften nur noch die Küssenberger und Krenkinger um die Vorherrschaft im Klettgau, bis sich in die Auseinandersetzungen gegen Mitte des 13. Jahrhunderts nun schon auswärtige Mächte – das Bistum Konstanz und die sich zur Eidgenossenschaft zusammenschließenden Kantone einmischten.
Nach dem Ende der Küssenberger 1250 beseitigte der Habsburger König Rudolf bald die Macht der Krenkinger, 1288, so dass „um die Wende vom 13. zum 14. Jahrhundert die Landgrafen im Klettgau: die Grafen von Habsburg-Laufenburg nur noch mit zwei Konkurrenten zu rechnen hatten: dem Bischof von Konstanz und dessen Herrschaft Küssaberg mit der sich allmählich aus der Klosterherrschaft der Abtei Allerheiligen herausbildenden Handelsstadt Schaffhauser Stadtstaat.“
Die letzte Erbin der noch lokal agierenden Habsburg-Laufenburger Grafen brachte per Heirat Anfang des 15. Jahrhunderts die Klettgauer Grafschaft an die schon im überregional präsenten Grafen von Sulz (mit Zentrum zwischen Rottweil und Sulz – im Westen bis zum Schwarzwald, nach Süden und Osten bis in die Albgebiete). Noch während fast eines halben Jahrhunderts kämpften die Grafen von Sulz um die Vogtei Rheinau als einer Schlüsselstellung im Ringen mit Schaffhausen und dem Bistum Konstanz. Nach der Zerstörung der Sulzer Bastionen vor Rheinau 1449 (Die Burgen Balm und Oberrheinau), verlagerte sich die Auseinandersetzung nach dem folgenden militärischen Patt vor Gerichte bis zu einem Vergleich 1497. Die Sulzer erhielten dabei die Herrschaft über die Küssaburg.
Die Neuordnung erschien jedoch zwei Jahre später mit dem 1499 einsetzenden ‚Schweizerkrieg‘ bereits Makulatur. In der Folge wurde der Klettgau bereits zum Spielball großer Mächte – „eine räumlich unbedeutende, aber ständig wirksame Bastion gegen die Eidgenossenschaft.“ Und im 16. Jahrhundert begehrten erstmals diejenigen auf, die bis dahin immer als Leibeigene, als (Schlachten)opfer, als ‚Manövriermasse‘ benutzt waren: im Bauernkrieg. Sie fanden Unterstützung in zahlreichen Städten, die sich mittels ihre Finanzmacht als neue Machtfaktoren etabliert hatten.

### Vorburg der Küssaburg
Mit dem Ausbau der Burg wurden auf dem vorgelagerten Plateau „die Häuser der Dienstleute und Leibeigenen durch eine Ringmauer mit der Burg vereinigt.“ Bewohner der Vorburg sind ab 1317 bis 1494 urkundlich belegt. „Die Vorburg der Dienstleute erhielt im Jahre 1346 durch Bischof Ulrich I. das Recht, einen eigenen Schultheiß und Priester zu halten. […] Durch den Umbau der Vorburg nach dem Bauernkrieg wurde ein Teil der Vorburg aufgegeben, weil sie durch die Bauern teilweise zerstört wurde. […] Auf der Südseite der ehemaligen Vorburg sind heute noch Reste der Ringmauer zu sehen.“
Rudolf V. von Sulz trat 1497 dem Bistum Konstanz das Schloss Bohlingen ab und erhielt dafür das Schloss und die Herrschaft Küssaberg.

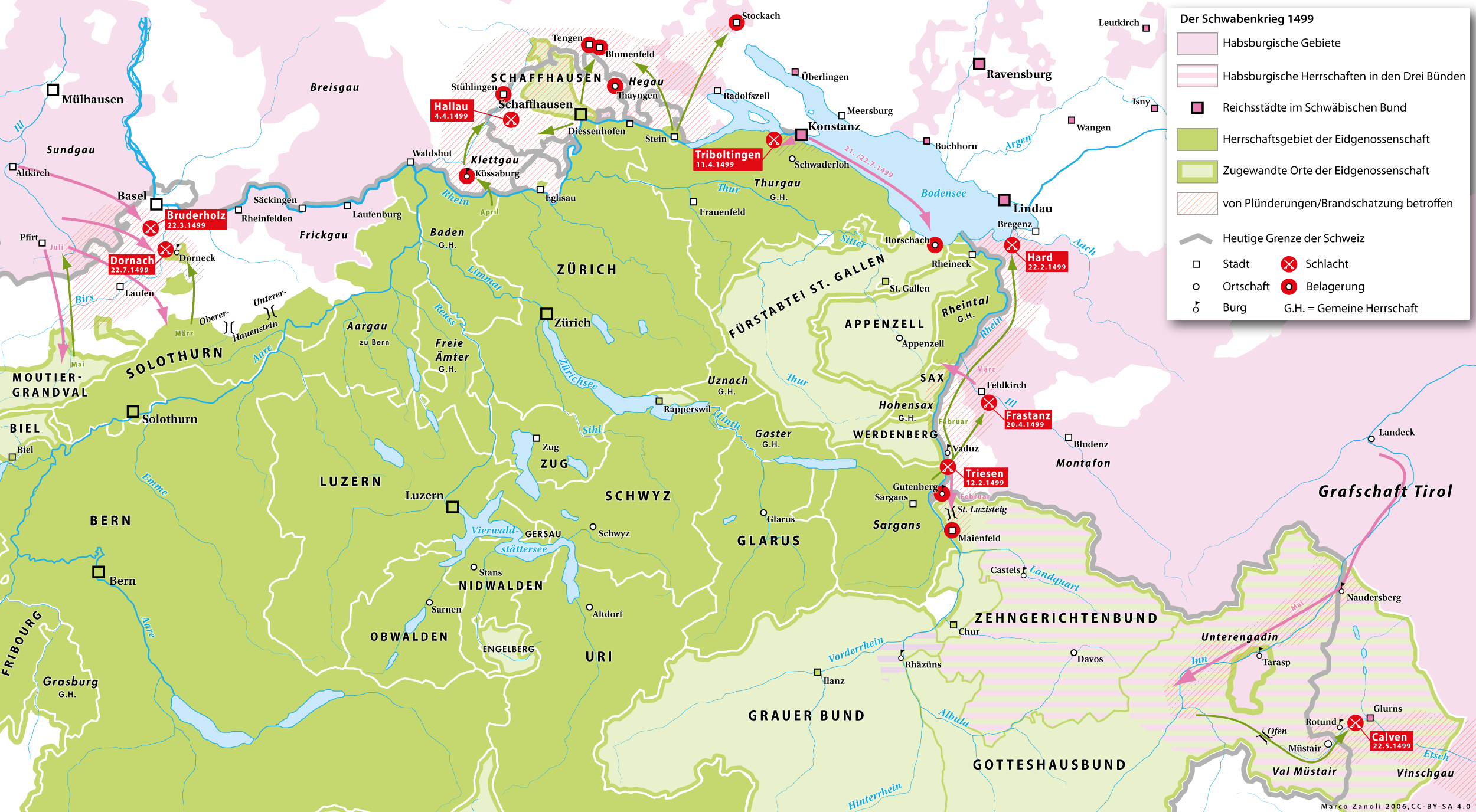
Brennpunkte des Schweizerkriegs/Schwabenkriegs

### Küssaburg im Schweizerkrieg
Im Schweizerkrieg von 1499 überschritten die Eidgenossen am 16. April bei Kaiserstuhl den Rhein und nahmen Tiengen und Stühlingen ein. Der Klettgaugraf Rudolf V. hatte zunächst versucht neutral zu bleiben. Doch durch die Belegung von Tiengen und der Küssaburg mit einer österreichischen Garnison hatte er sich exponiert.
Die Besatzung der Küssaburg ergab sich am 20. April beim Anrücken der Eidgenossen und erhielt freien Abzug. Nach Valerius Anshelm gelang es den Schweizern in der Nacht ein großes Geschütz vor dem Haupttor in Stellung zu bringen. Die Besatzung von 50 Mann habe sich daraufhin 500 Schweizer Knechten ergeben und erhielt freien Abzug mit persönlicher Habe. Anselm betont, die Küssaburg sei ein wohl versorgtes Schloss gewesen, die Besatzung sei sogar mit Harnischen ausgestattet gewesen. Die übergebene Burg wurde mit einer Besatzung unter dem Kommando des Hauptmannes Heini Ziegler von Zürich versehen. Die Vorgänge in der Burg sind im zeitgenössischen Tagebuch des Villinger Ratsherrn Heinrich Hug festgehalten. Unter den 25 Mann der Besatzung befand sich als Büchsenmeister der Villinger Remigius Mans, der Hug als Quelle diente. 20 Männer, darunter zum Dienst gezwungene Bauern, versagten dem Kommandanten den Dienst. Nach der Ankunft der Besatzung in Waldshut wurden die Meuterer auf Anordnung des Landvogtes bis auf fünf Mann enthauptet. Nach den Beschlüssen des Friedens von Basel wurde die Festung im Oktober 1499 von den Zürchern dem Grafen von Sulz zurückgegeben.

## Neuzeit (16. bis 20. Jahrhundert)
Rudolf V. erbaute nach der Zerstörung im Schweizerkrieg 1499 das Schloss Tiengen neu und machte es zu seinem Stammsitz. In Erweiterung eines bestehenden Schutzbriefes gewährte Erzherzog Ferdinand I. Graf Rudolf 1523 Gelder, die über die Tiroler Kammer in Innsbruck ausgezahlt werden sollten, für den Ausbau der sulzer Festungen Vaduz und Küssaburg zu. Graf Rudolf sicherte dafür eine ewige Öffnung der Festungen für die kaiserlichen Truppen zu.

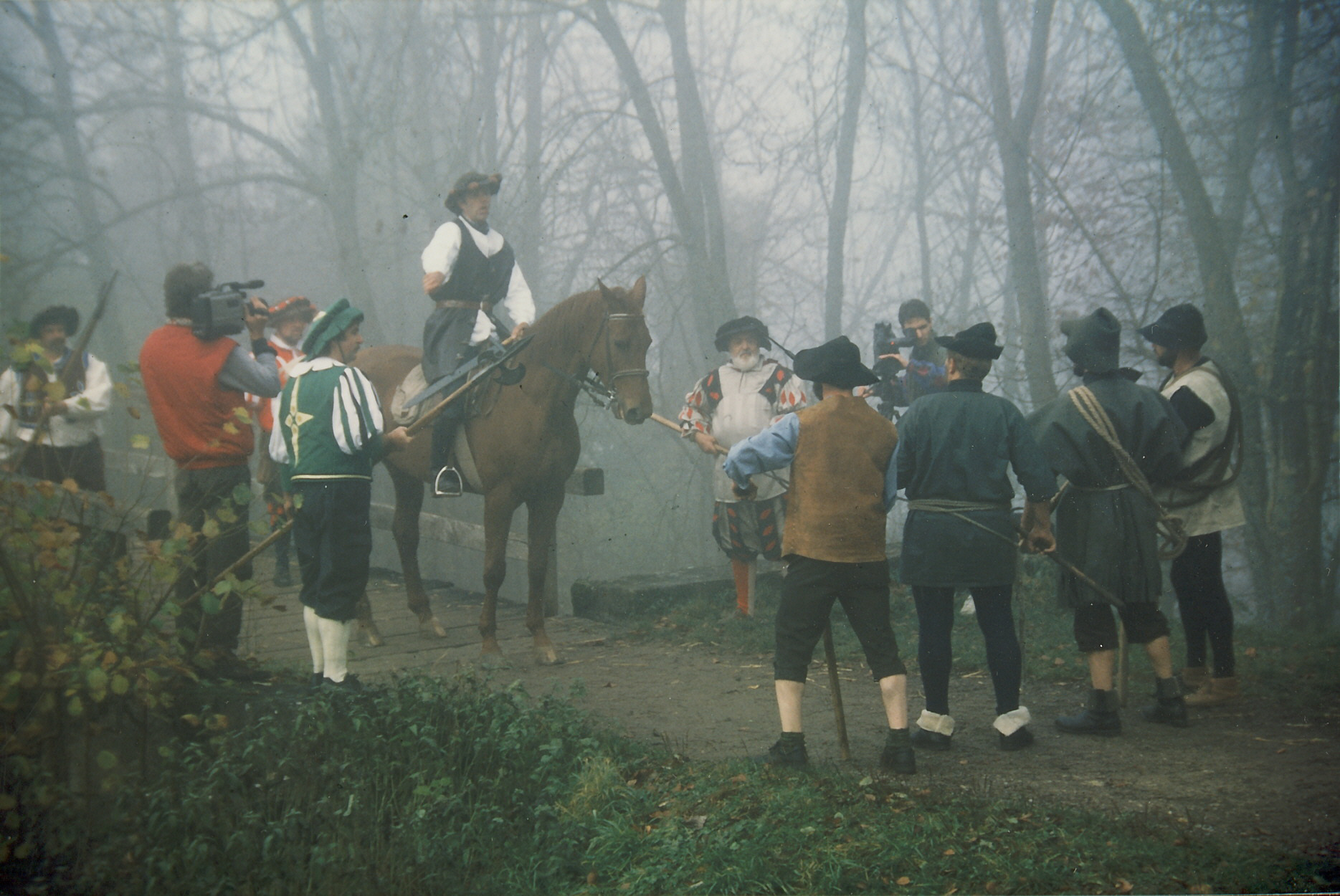
Verhandlungen der Bauern mit dem Vogt der Küssaburg. (Historische Sequenz des TV Eichberg, 1996)

### Küssaburg im Bauernkrieg
In der Endphase des Bauernaufstands wurde die von Wolfgang Herrmann von Sulz befehligte Küssaburg im Juni und Oktober 1525 erfolglos von dem Klettgauer Bauernhaufen belagert. Am 4. November 1525 überfielen 500 Reiter unter dem Kommando von Rudolf V. von Sulz und 1000 Fußsoldaten unter dem Kommando des Hauptmanns Christoph Fuchs von Fuchsberg den verhandlungsbereiten Klettgauer Haufen auf dem Rafzer Feld. 100 gefangen genommene Bauern wurden auf die Küssaburg verbracht. Dem Hauptmann des Haufens Klaus Wagner wurden dort die Finger abgeschlagen. Anschließend wurde er geblendet. Der am 11. November verhaftete zwinglikanisch-reformierte Prädikant von Grießen Hans Rebmann wurde am Folgetag ebenfalls auf der Burg geblendet. Rudolf V. von Sulz blieb aus Rücksicht auf Zürich unter der auf Hochverrat stehenden Todesstrafe. Neben Geldzahlungen mussten die Gemeinden des Klettgaues ihre größte Kirchenglocke auf die Küssaburg abführen. Sie wurden zu Geschützen für die Festung umgegossen.
Die Küssaburg wurde nun mit österreichischen Geldern zur Landesfestung ausgebaut. 1548 versuchte der Konstanzer Bischof Johann von Weeze nach dem Tod des Grafen Hans Ludwig von Sulz die Pfandschaft über Tiengen und die Küssaburg zurückzukaufen. Er erhielt jedoch keine Antwort. Noch größeren Ärger in Konstanz erregten 1558 die Weiterverpfändung der Sulzer von Teilen Tiengens und der Küssaburg an den Markgrafen von Baden und die Stadt Zürich. Eine bilaterale Einigung erfolgte erst 1575 durch einen Erlass des Kaisers. Der Pfandvertrag für Tiengen und die Küssaburg wurde rechtlich in ein Pfandlehen durch das Bistum Konstanz umgewandelt. Stadt und Burg sollten nach dem Tod des letzten männlichen Nachkommen der direkten Linie Sulz-Brandis an das Bistum Konstanz zurückfallen.

## Dreißigjähriger Krieg (1618 bis 1648)
Die religiösen Auseinandersetzungen im Christentum nach der Reformation Martin Luthers führten im frühen 17. Jahrhundert über zahlreiche kleinere bewaffnete Konflikte zu einem europäischen Krieg, in dem hinter dem religiösen Erscheinungsbild machtpolitische Interessen standen. Über anderthalb Jahrzehnte blieb der süddeutsche Raum von Kriegshandlungen verschont, „ehe die ersten feindlichen Truppen, die Schweden, sich 1632 nach ihrem Sieg in der Schlacht von Lützen und ihrem unter entsetzlichen Greueltaten gekennzeichneten Marsch unter General Graf Horn am Oberrhein und in Breisgau am Hochrhein zeigten und unter dem schottischen Grafen Hamilton im Klettgau einfielen.“
Die Schweden am Hochrhein 1633

„Bei einem Gefecht am 7. Mai 1633 bei Lottstetten zwischen einer 300 Mann starken französischen Reiterabteilung, die unter schwedischen Fahnen diente, und Klettgauer Bauern, wurden von den etwa 600 Bauern 150 niedergemacht, ein großer Teil gefangengenommen und die andern in die Flucht gejagt. Der damalige Lottstetter Pfarrer hat die dramatischen Ereignisse in einem Bericht im Kirchenbuch festgehalten. Aus Rache für den Angriff der Bauern ließ Oberst Villefranche am 8. Mai 1633 Lottstetten niederbrennen ‚und zwar in so kurzer Zeit, daß in einer und in einer zweiten Stunde alles brannte.‘ In den folgenden Tagen wurden Jestetten, Erzingen, Grießen und fast alle Klettgaudörfer ausgeplündert, Häuser angezündet und die Bevölkerung geschunden.“

Der Heimatforscher Alois Nohl aus Geißlingen dokumentierte:
„Die Franzosen vertrieben die kaiserlichen Soldaten von der Küssaburg und besetzten die Burg. […] Am 18. Oktober 1633 sind die Franzosen dann von der Küssaburg abgezogen. Daraufhin wurde das Schloss Küssaburg wieder von kaiserlichen Soldaten besetzt.“ Bereits im September war die schwedische Hauptarmee unter General Horn vor Konstanz gezogen, die Belagerung wurde jedoch am 5. Oktober ergebnislos abgebrochen und die Schweden zogen nach Bayern weiter.

## Zerstörung der Küssaburg am 8. März 1634

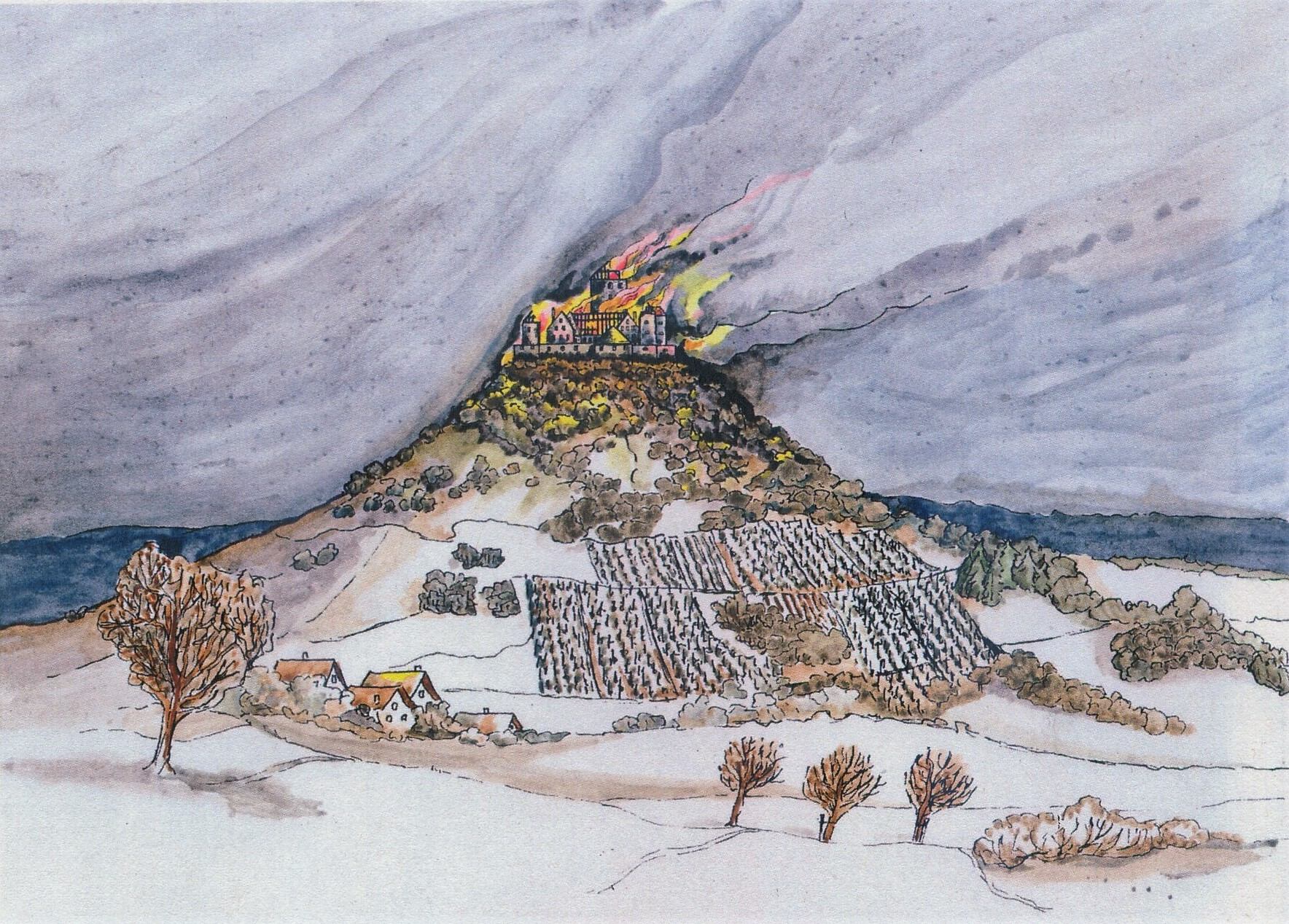
Brand der Burg (Zeichnung W. Pabst)

Beim ‚Anrücken des Schwedischen Heeres unter General Gustav Horn‘ wurde die Burg ‚von der eigenen Besatzung in Brand gesteckt und verlassen‘, ist die bis heute verbreitete Begründung der Zerstörung.
Die heroische Variante

Der Ursprung dieser Darstellung lässt sich derzeit bis auf Jürgen Meyer von Rüdlingen zurückverfolgen, der 1866 schrieb:

„Küssenberg war […] bald den Kaiserlichen, bald den Schweden unterworfen, bis im Jahre 1634, bei dem abermaligen Anrücken der letztern unter Franz Horn, die zu schwache Besatzung abzog und die herrliche Veste den Flammen übergab.“

Auffallend bei Meyer ist die falsche Benennung des Vornamens des schwedischen Generals: Gustav und nicht „Franz Horn“. Die Darstellung mit dem Anmarsch des Heeres unter Horn war wohl schon im 19. Jahrhundert ausschließlich verbreitet – in der Nachkriegszeit hielt sich 1965/66 Ernst Wellenreuther bedeckt, als er nur vom „Brand von 1634“ schrieb. 20 Jahre später gibt er jedoch die ‚allgemeine Version‘ wieder: „Am 8. März 1634 wurde die von einer kaiserlichen Truppe besetzte Burg beim Herannahen des schwedischen Heeres unter General Horn von der Besatzung aufgegeben und in Brand gesteckt. Die Burgbesatzung scheute Belagerung und Kampf.“

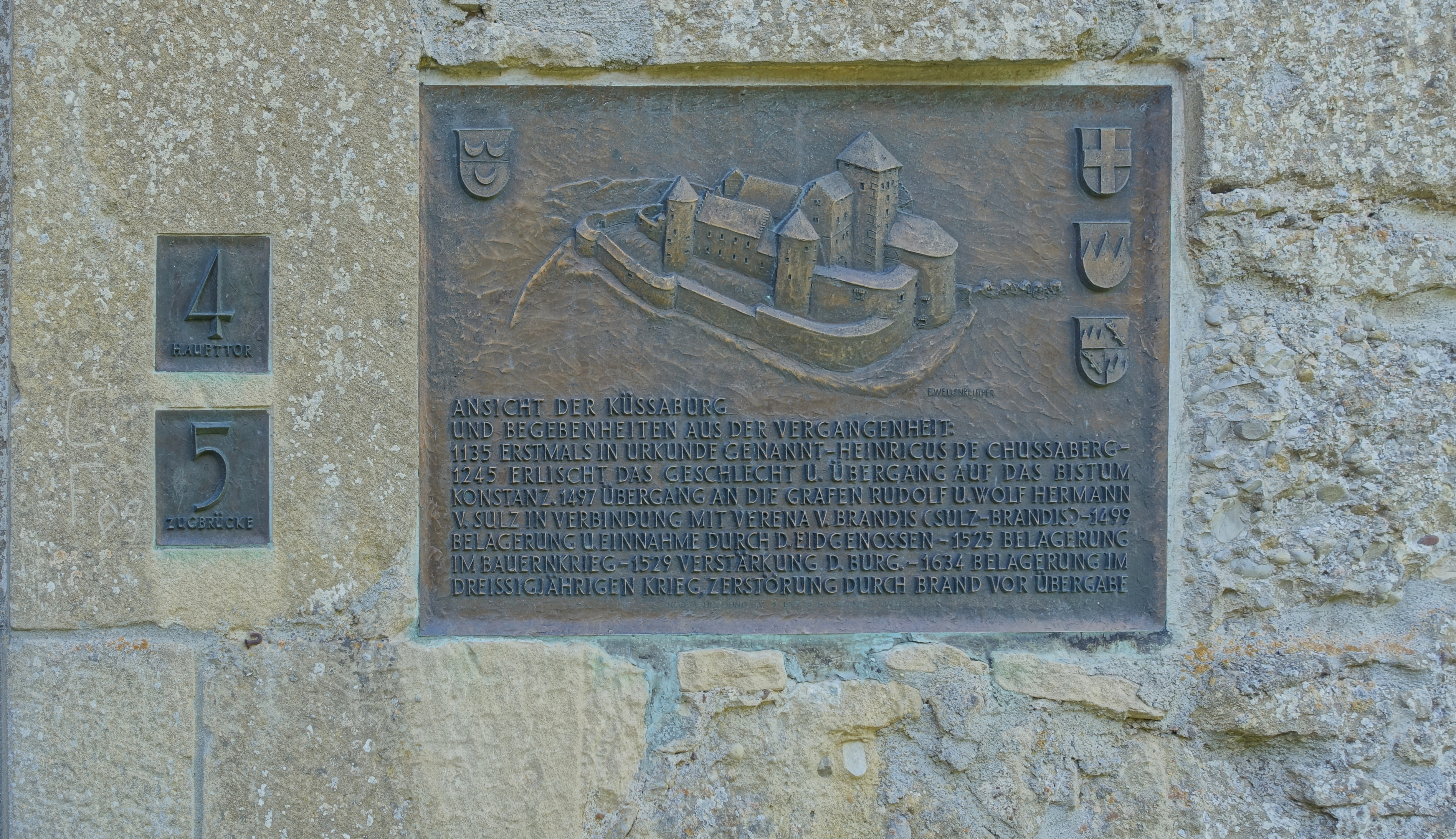
Rekonstruktion und fehlerhafte Historie am Tor

Auf der Schautafel rechts am Toreingang der Burg wird sogar eine „Belagerung“ der Burg durch das schwedische Heer angeführt.
Kein Autor stellte sich offensichtlich die Frage, warum das „schwedische Heer unter General Horn“, das im Sommer 1633 den Klettgau verwüstet, die Dörfer ausgeplündert und niedergebrannt hatte, Anfang März 1634 wiederum ‚anrücken‘ sollte. Das Einvernehmen über den Vorgang (zuletzt noch bei Andreas Weiß und Christian Ruch: Die Küssaburg. 2009.) wurde lediglich von Alois Nohl, Geißlingen, 1994 angezweifelt:
Die Glocken von Wilchingen

„Als am 8. März 1634 zu Wilchingen die Sturmglocken läuteten und von den anliegenden Ortschaften erwidert wurden, hielt dies die Besatzung der Küssaburg für das Zeichen, daß die Schweden wieder im Anzug wären. Die kaiserliche Besatzung legte deshalb Feuer in die Burg und flüchtete. Später stellte sich dann heraus, daß in Wilchingen ein Brand ausgebrochen war, weshalb die Sturmglocken geläutet wurden.“

Nohl nennt dazu keinen Beleg und in der Chronik von Wilchingen findet sich für einen Brand kein Hinweis. Nohls Darstellung wurde in den Diskurs der Historiker im Landkreis Waldshut nicht aufgenommen. Kirchenglocken wurden auch zur Warnung vor fremden Heeren benutzt.
Schwedische Armee 1633/34

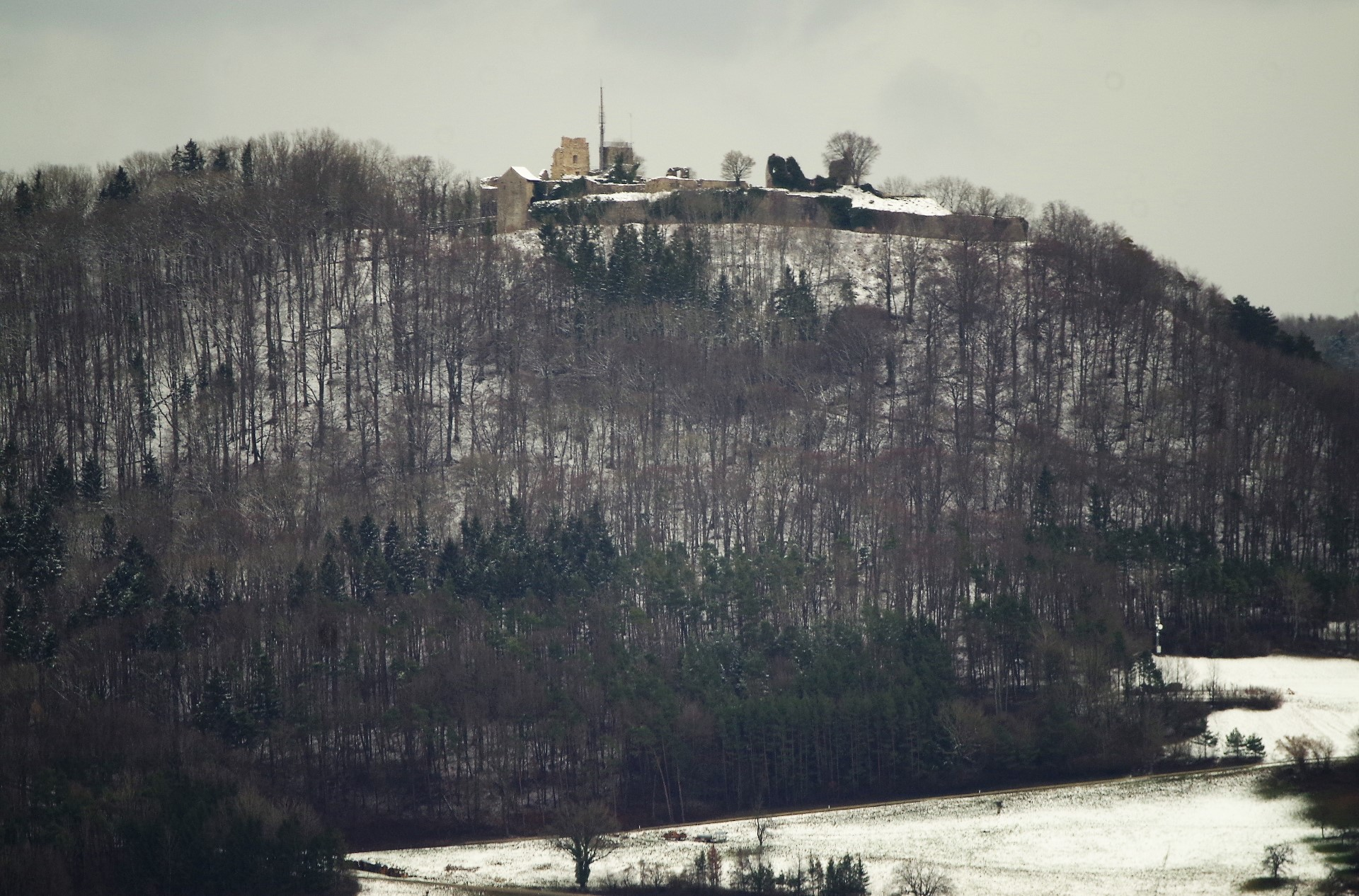
Aufnahme von Norden, Höhe Breitenfeld. 2016

Falls die Schwedische Armee (damaliger Mannschaftsbestand etwa 30.000 Bewaffnete) Anfang März 1634 Richtung Klettgau marschiert wäre, hätte sie mit Sicherheit ein Winterquartier verlassen. Diese Schlussfolgerung ist logistik-logischer Natur und wurde in der Heimatforschung nicht erwogen. Eine Prüfung des Sachverhalts ergibt heute ausreichend dokumentierte Befunde:
Nachdem sie den Klettgau gründlich verheert und geplündert hatten, verließen die Schweden die verbrannte Landschaft im September 1633. Horn zog nach Konstanz, musste die Belagerung der Stadt jedoch bereits am 5. Oktober 1633 wegen der den Bodensee beherrschenden kaiserliche Flotte wieder beenden. Die Truppen verblieben im oberschwäbisch-bayrischen Raum und sind vom 1. Januar 1634 bis zum 19. März 1634 mit Gros (General Horn) im Winterquartier in Pfullendorf festgestellt. Danach eroberte und besetzte sie eine Reihe von Städten im Allgäu.
Die Armee lag somit im März noch im Winterquartier in Pfullendorf und kann nicht am 8. des Monats bereits wieder im Klettgau erschienen sein – was sollte sie auch in dieser Landschaft, die sie im Sommer des Vorjahres gründlich verheert hatte?
Nachweisführung zum Aufenthalt der Armee im Winter siehe: Die Schwedische Armee im Winter 1633/34

### Zerstörung der Burg laut aktueller Recherche
Im Winterquartier 1633/34 hatten die Schweden die territoriale Verfügungsgewalt im vorderösterreichischen (süddeutschen) Raum geordnet. Der Stellvertreter Horns, Generalmajor Bernhard Schaffalitzky, war zum Oberbefehlshaber über Schwarzwald, Oberschwaben und Bodensee ernannt worden.
Anfang März 1634 brach Schaffalitzky mit [nach Thomas Mallinger] 800 leicht bewaffneten Soldaten über das Wutachtal an den Hochrhein auf. Dokumentiert ist die Plünderung des St. Blasianischen Fützen im März 1634. Die Ankunft von Schaffalitzky in der Region und die Aufgabe der Küssaburg stehen somit zeitlich in Übereinstimmung. Möglicherweise war es das primäre Ziel Schaffalitzkys, sich auf der Festung festzusetzen. Damit wäre ein Brückenschlag zwischen der dem schwedischen Bündnis angehörenden Landgrafschaft Stühlingen und dem reformierten Kanton Zürich hergestellt worden. Da die kleine kaiserliche Besatzung der Burg kaum erfolgreich Widerstand leisten konnte, macht die Niederbrennung der Burg durch die Unbrauchbarmachung durchaus Sinn. Diese für den Kriegsverlauf selbst unbedeutende Episode wird in der späteren Geschichtsschreibung in der Regel ausgelassen. Sie ist im zeitgenössischen Tagebuch von Thomas Mallinger belegt. Außer der Truppe von Schaffalitzky operierten 1634 keine regulären Verbände des schwedischen Bündnisses in der Region um die Küssaburg.

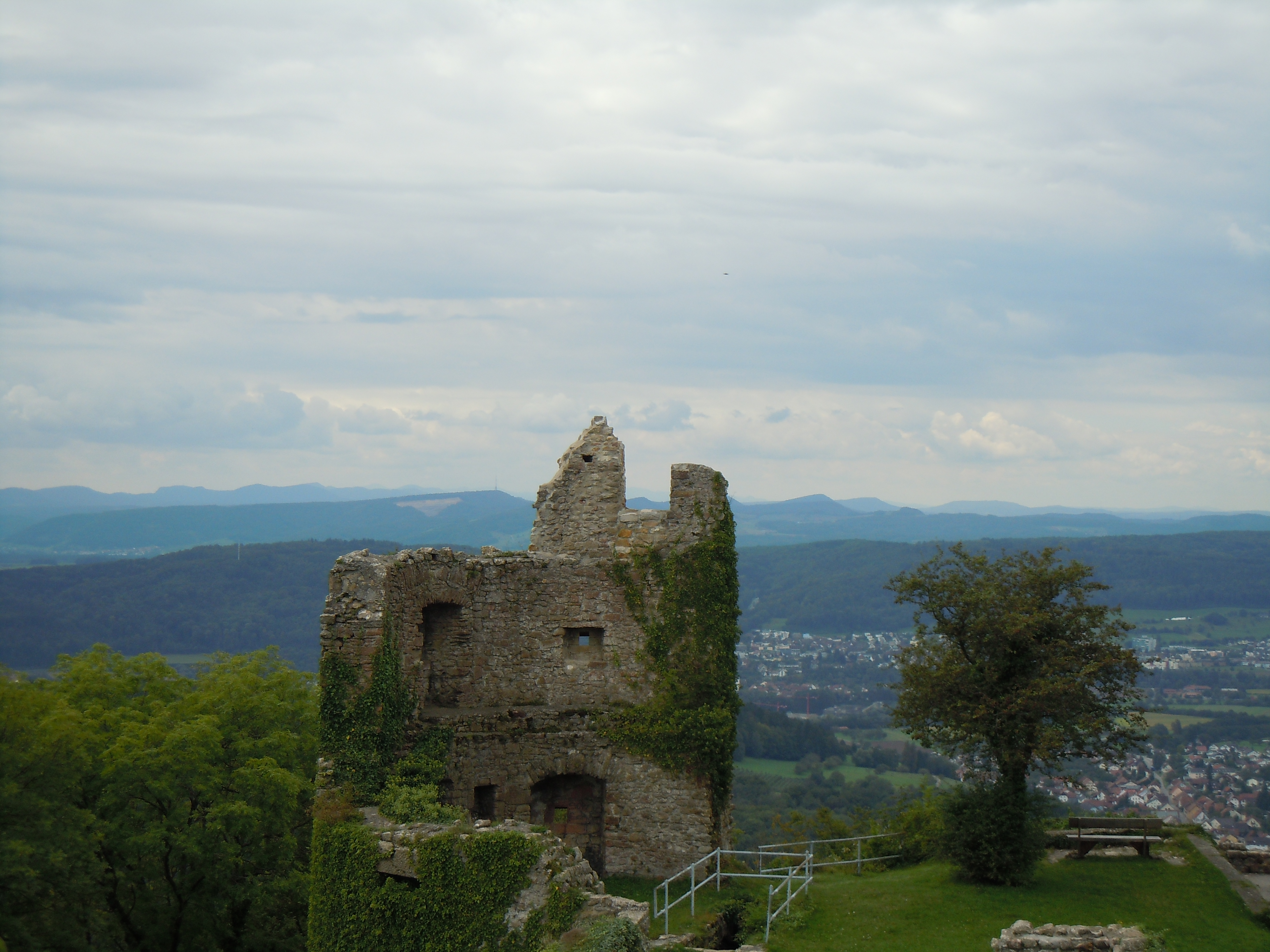
Südwestturm, 2012

Der Heimathistoriker Friedrich Wernet stellte fest, dass am 8. März 1634 vermutlich die von der Küssaburg abziehende Besatzung weiteres Unheil anrichtete: „Am 8. März wurde Küßnach ausgeraubt. In den kaiserlichen Truppen standen Lothringer, Kroaten ‚und anderes Gesindel‘. Sie hausten so übel wie die Schweden, die am 10. März Fützen plünderten. […] Der Kleinkrieg begann, zunächst im Schwarzwald. Jeder schlug jeden tot. Der Unterschied zwischen Freund und Feind schwand dahin.“
Ende der schwedischen Besetzung
Schaffalitzky hatte schon Mitte März das verlassene Waldshut besetzt, Lauffenburg jedoch vergeblich angegriffen. Über St. Blasien, wo er vermutlich Kontributionen einholte, gelangte Schaffalitzky mit seiner Truppe nach Freiburg, das sie am 11. April 1634 eroberten. Die Schweden standen im kaiserlichen Reich nun „auf dem Gipfel ihrer Macht.“ Doch am 5. und 6. September 1634 wurden die vereinigten schwedischen Heere von einem kaiserlich-bayrischen Heer im Verbund mit einer spanischen Armee in der Schlacht bei Nördlingen vernichtend geschlagen. Damit war der schwedische Zug nach Süddeutschland beendet.
Für die Burgbesatzung selbst hatte es keine entscheidende Rolle gespielt, ob ein ganzes Heer oder eine Art ‚Eingreiftruppe‘ wie das schwedische Regiment mit 800 Mann im Anmarsch war. Für die im 19. Jahrhundert durchaus romantisch-heroisch empfindenden Historiker klang die Aufgabe der „mächtigen Feste“ vor einer ganzen Armee selbstverständlich besser.
Nach dem Westfälischen Frieden von 1648 wurden Pläne zum Wiederaufbau erwogen, doch wegen Unrentabilität nicht umgesetzt. Die Burg, der keine weitere strategische Bedeutung mehr zukam, verfiel.

### Bergsturz am 25. Dezember 1664

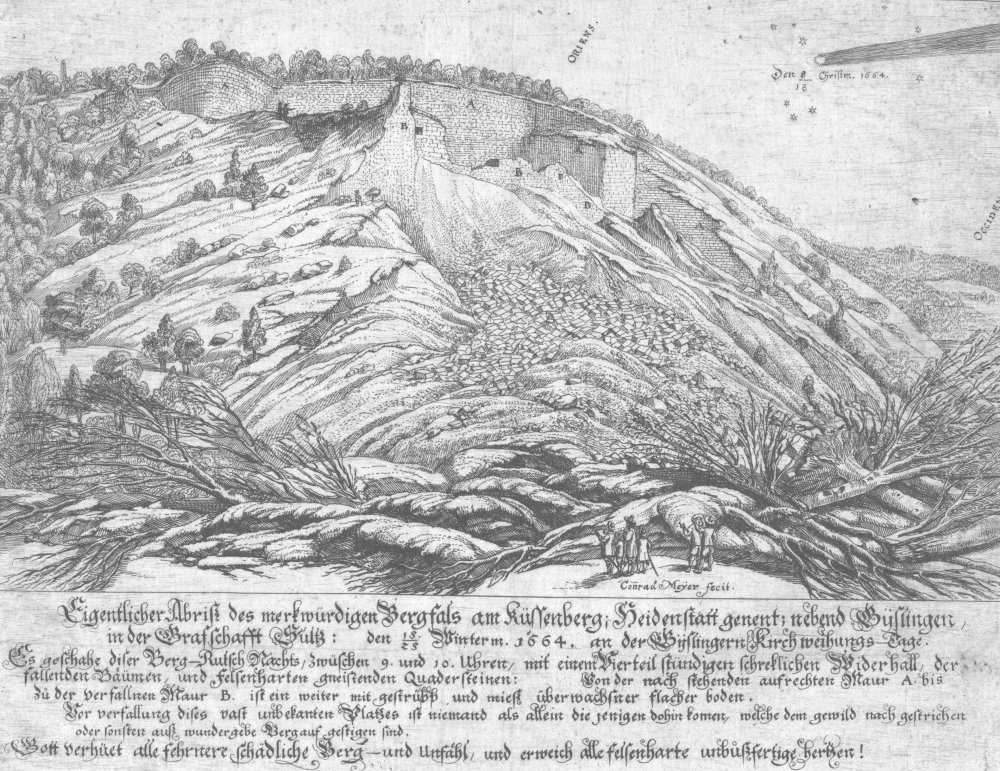
Kupferstich von Conrad Meyer, der den Irrtum um den Bergsturz verursachte

Die Darstellung, ein Bergsturz habe weiteren großen Schaden an der durch den Brand teilzerstörten Burg verursacht, geht unter Bezug auf eine zeitgenössische Abbildung des Kupferstechers Conrad Meyer, auf Ernst Wellenreuther, 1965/66, zurück.
Die Annahme von Wellenreuther, „das durch den Bergsturz hervorgerufene Erdbeben hat zweifellos die gesamten mittelalterlichen Bauten, die im Innern der Burg standen, zum Einsturz gebracht“, war jedoch nicht haltbar und wurde von späteren Autoren nicht aufgenommen. Der Bergrutsch fand tatsächlich statt – jedoch an der Anhöhe östlich des die Küssaburg tragenden Berges:
„Von der Küssaburg aus zieht sich in schön geschwungenen Linien eine Reihe von Bergen in Richtung Osten. Gleich der Erste von ihnen, eine halbe Stunde von Geißlingen entfernt, zeigt eine Örtlichkeit, die durch ihre Benennung auffällt, die sogenannte Heidenstattmauer. […] In einem Gutachten der geologischen Landesanstalt in Freiburg vom 2. Dezember 1933 bezweifelte der Geologe C. Schnarrenberger schon damals den Bergabsturz an der Küssaburg.“
Die Schauplätze liegen etwa zwei Kilometer auseinander. Eine Beschädigung der Burgruine durch den Bergsturz kann daher ausgeschlossen werden.

### Fürsten zu Schwarzenberg
Die Ruine der Festung verfiel, doch sie blieb nicht ohne Besitzer. Nach dem Tod des letzten männlichen Grafen von Sulz wäre das Pfandlehen der Küssaburg rechtmäßig an das Bistum Konstanz zurückgefallen. Johann Ludwig II. von Sulz verhinderte dies jedoch zugunsten seiner Töchter. Durch diese erbrechtliche Konstruktion kam der 1698 zur gefürsteten Landgrafschaft erhobene Klettgau über die Heirat von Maria Anna von Sulz mit Ferdinand von Schwarzenberg 1703 im Ganzen an das Haus Schwarzenberg. Die Schwarzenberger führen seither auch den Grafentitel von Sulz und den Landgrafentitel des Klettgau. Der Verwaltungssitz der Herrschaft Schwarzenberg im Klettgau war das Schloss Tiengen. Bis zum Erwerb des Klettgaus durch das Großherzogtum Baden 1812 blieb die Küssaburg im Besitz der Fürsten von Schwarzenberg.

## Küssaburg als Ruine

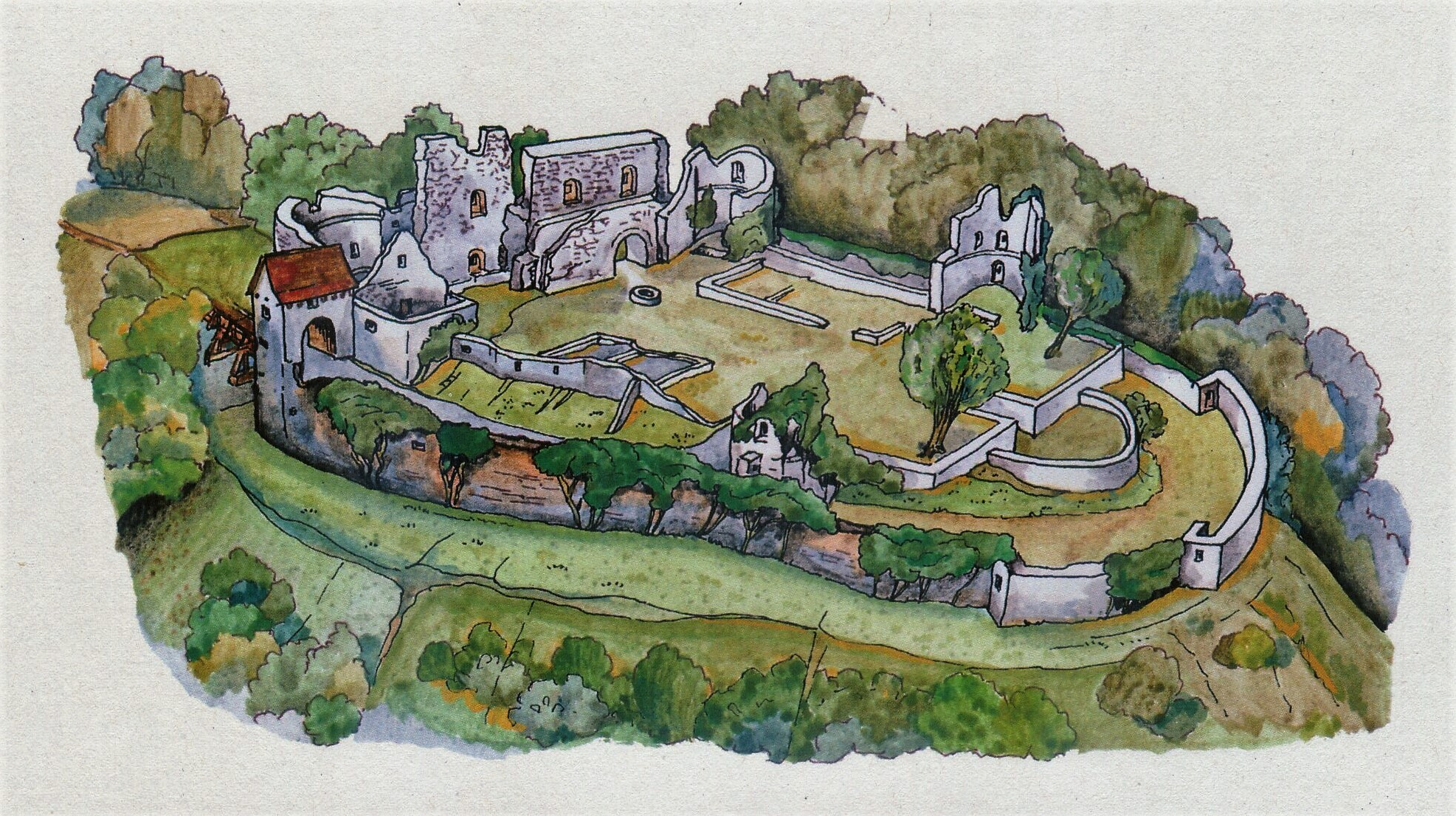
Zustand der Burg heute (Zeichnung W. Pabst)

Die Burg wurde zwar nicht wieder aufgebaut, doch wurde sie auch nicht erhalten:

„Die Zerstörung der Burg war nicht so groß, wie dies der heutige Besucher annehmen könnte. Der Brand auf der Burg beschränkte sich nur auf die brennbaren Holzteile. Die heute noch zu erkennenden weinroten Verfärbungen an den Steinen der Innenräume sind noch Spuren des Brandes von 1634. Nach der Zerstörung der Burg diente die Ruine den umliegenden Dörfern als Steinbruch bis in die Mitte des 19. Jahrhunderts. So wurden zum Beispiel nachweislich Steine geholt zum Bau der Oberlauchringer Mühle, ebenso zum Kirchenbau in Schwerzen, sowie beim Bau der Stationen in Tiengen von der Klausenkapelle zur Kreuzkapelle. Auch zum Aufbau der Schlosshöfe bei der Küssaburg wurden Steine aus der Ruine verwendet.“

Bis zum Erwerb des Klettgaus durch das Großherzogtum Baden 1812 blieb sie im Besitz der Fürsten von Schwarzenberg.
Erschließung der Ruine
Die Ende des 18. Jahrhunderts von England ausgehende Burgenromantik und die damit verbundene Erhaltung der Ruinen entfaltete sich am Hochrhein erst Mitte des 19. Jahrhunderts. 1855 wurden der weitere Verfall und die Nutzung als Steinbruch unterbunden. Im gleichen Jahr wurde ein provisorischer Zugang in die Burg durch die Erweiterung einer Schießscharte an der Ostseite geschaffen.

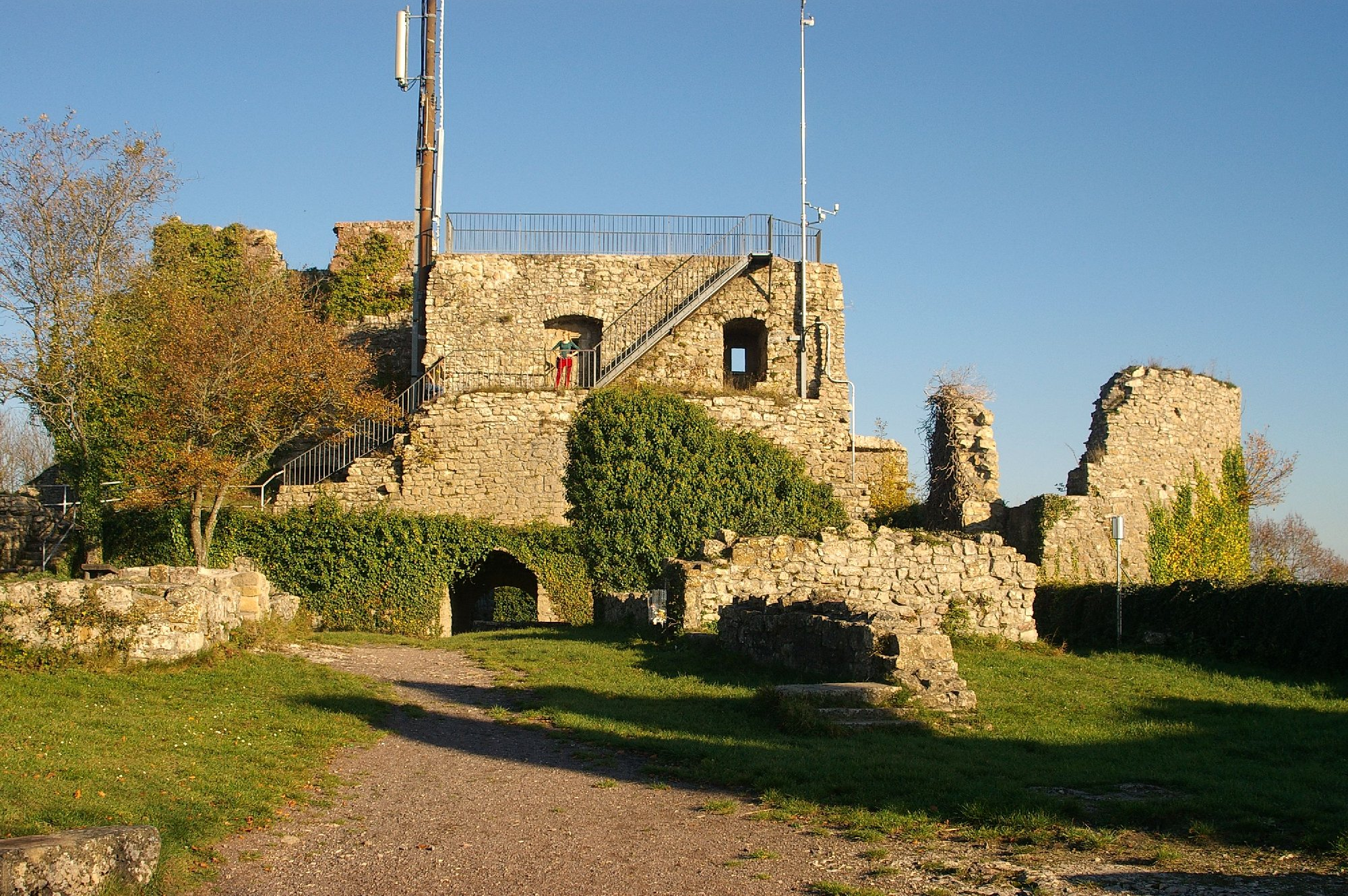
Burgplateau, Blick nach Osten mit Aussichtsplattform

Material der Burg wurde so in der Oberlauchringer Mühle, in der Kirche von Schwerzen und in einem Tiegener Stationenweg verbaut. Diese Maßnahmen erforderten zumindest die Zustimmung des Tiengener Bauinspektors Paul Fritschi. Am 31. Mai 1855 erhielt die Bauinspektion Waldshut von der Direction der Forste, Berg- und Hüttenwerke Karlsruhe den Auftrag die Ruine ohne Störung des Charakters zu erschließen. 1896 bis 1897 erfolgten erste systematische Grabungen in der Ruine. Die Grabungsfunde gelangten in den Besitz des großherzoglichen Sammlung für Altertums- und Völkerkunde in Karlsruhe. Eine qualitätvolle grünglasierte Ofenkachel aus der zweiten Hälfte des 15. Jahrhunderts, die hinter dem Tor des Pallas gefunden wurde, ist heute noch Bestandteil der Ausstellung zum Thema Spätmittelalter im Badischen Landesmuseum. Die quadratische Kachel zeigt ein musizierendes Paar am Brunnen (Inventarnummer C 7673 Landesmuseum Karlsruhe). Die Darstellung geht auf eine seitenverkehrte Kupferstichvorlage des Meisters E. S. (L 203) zurück.
Erst 1932 bis 1939 wurde die Ruine vollständig freigelegt. Sie ist seither ein beliebtes Ausflugsziel. Die Ruine wurde im Jahre 1978 aus der Hand Baden-Württembergs dem Landkreis Waldshut übergeben. Der Küssaburg-Bund unterhält die Burg.

## Touristische Kurzbeschreibung
Nach der Anfahrt von Bechtersbohl aus endet die Fahrstraße auf einem Plateau mit verschiedenen Gebäuden. Die Burg ist über einen kurzen Anstieg zu Fuß frei zugänglich. Parkplatz bei der Gaststätte und dem Wiesenstück rechts des Anstiegs; am Zugang oben rechts die ehemalige Jugendherberge (heute Ferienhaus). Am Ende der Steigung befand sich vermutlich das Tor der keltischen Wallanlage.

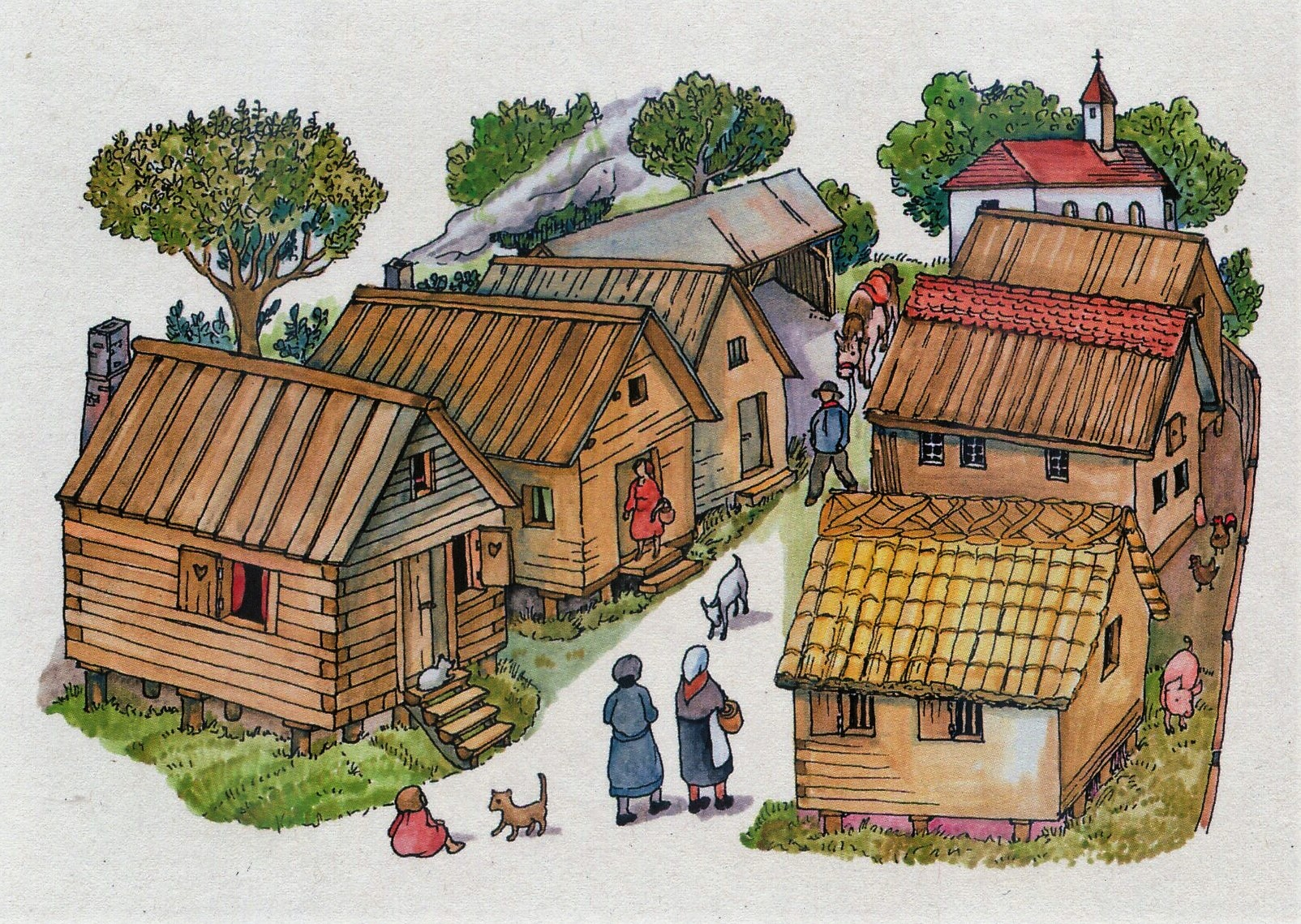
Rekonstruktion des Städtchens nach W. Pabst

Auf dem Plateau vor der Burg befand sich eine befestigte kleine Stadt mit Kapelle und eigenem Recht. In dieser Vorburg wohnten Dienstmannen und Vasallen. Im Bauernkrieg wurde sie 1525 teilweise zerstört und beim Umbau 1529 der Rest wegen des besseren Schussfeldes abgeräumt. Die Burganlage heutiger Größe wurde nach der damals verbesserten Befestigungstechnik als „Kanonenfestung“ ausgebaut (Bauherr: Graf Rudolf V. von Sulz).
Burganlage
- Bemerkenswert ist der Mechanismus der original erneuerten Zugbrücke. Siehe: Zugbrücke

- Am Tor rechts befindet sich eine schöne, jedoch nicht fehlerfreie[Anm 4] Infotafel mit einer Rekonstruktion des Bauwerks. Das Wappen über dem Tor ist eine moderne Komposition zweier mittelalterlicher Besitzerwappen. (Siehe nächstes Kapitel.)

- Am Turm rechts des Eingangs zum Burgplateau befindet sich eine Tafel mit dem Grundriss. Auf dem Palas die Aussichtsplattform (mit elektrotechnischen Mast).

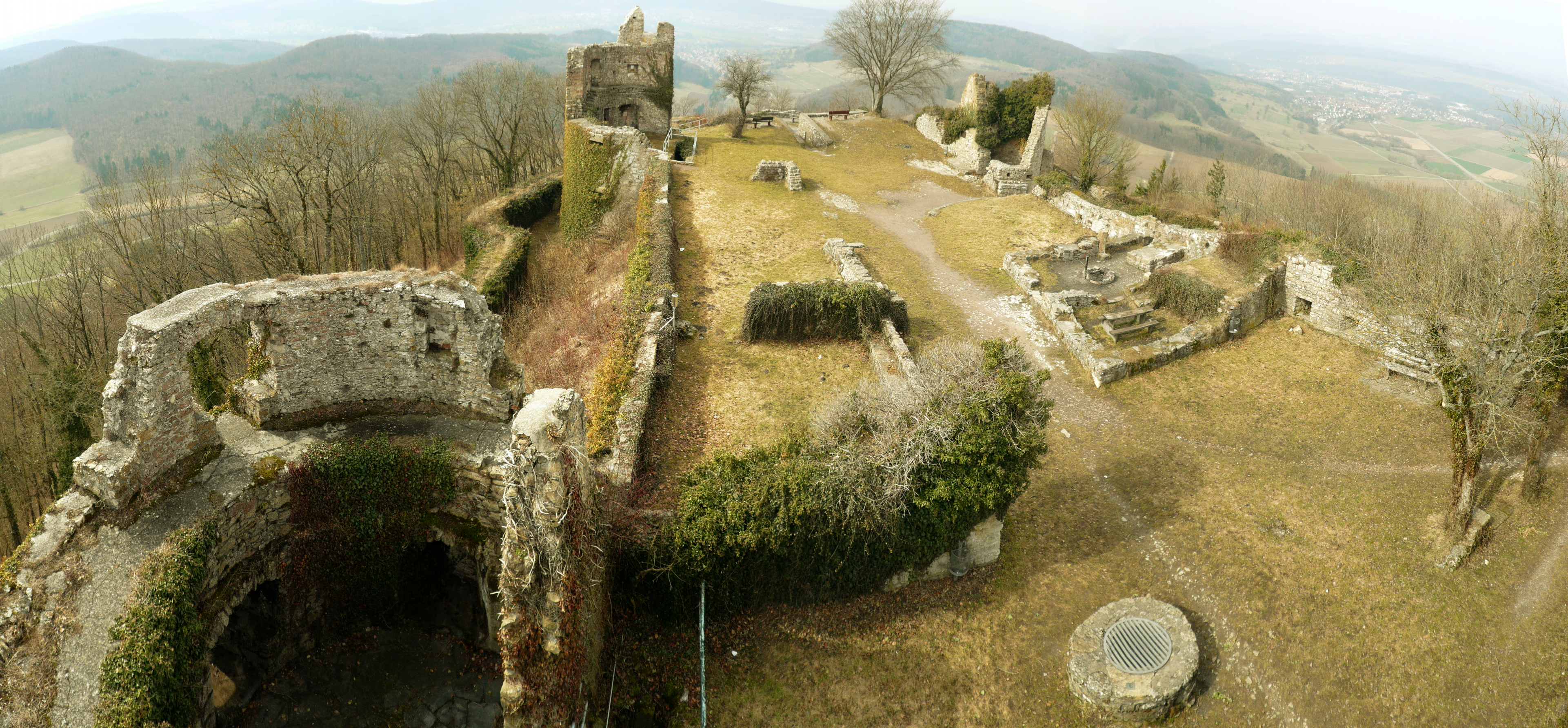
Blick von der Plattform nach Westen

Beim Blick nach Westen im Turm links ein ehemaliges Verlies, davor ein Rondell. Vorn links im Turm unten ein Vorratslager. Davor der Brunnen (Zisterne), daneben Mauern der Kapelle. Im Wirtschaftsbereich rechts heute der Grillplatz – hier sind zwei Konsolsteine mit Kobolden erhalten. Ringsum waren die Gebäude mehrstöckig, schon nach dem ersten Ausbau durch den Bischof von Konstanz soll die Burg 136 Zimmer besessen haben.
- Detaillierte Beschreibung in: Wolf Pabst (Text und Zeichnungen): Kleiner Führer durch die Küssaburg. Erläuterungen baulicher Details und Geschichte der Burg. (pdf).

Nach dem Brand 1634 fungierte die Burg als Steinbruch. Die Steine selbst wurden ursprünglich auch von römischen Ruinen aus dem Klettgau geholt. Dort wurden 1996 die Fundamente eines Tempels vermutlich einer gallo-römischen Göttin ausgegraben. 1855 wurde die Steinentnahme verboten.

## Wappen über dem Burgeingang
„Ein Wanderer, der um das Jahr 1800 die Ruine besuchte, sah die noch angebrachten Wappen der Bischöfe von Konstanz und die der Grafen von Sulz.“ Die hoheitsrechtliche Situation der Küssaburg infolge des Pfandvertrages spricht für ein derartiges Doppelwappen. Eine grobe Abbildung des Doppelwappens findet sich auf der Ruinendarstellung Johann Melchior Füsslis. Nach Franz Xaver Kraus, der sich auf Christian Roder bezieht, wurden der Wappenstein um 1847 gestohlen und zu Schleifsteinen verarbeitet. Detaillierte Abbildungen der Wappen sind nicht bekannt.

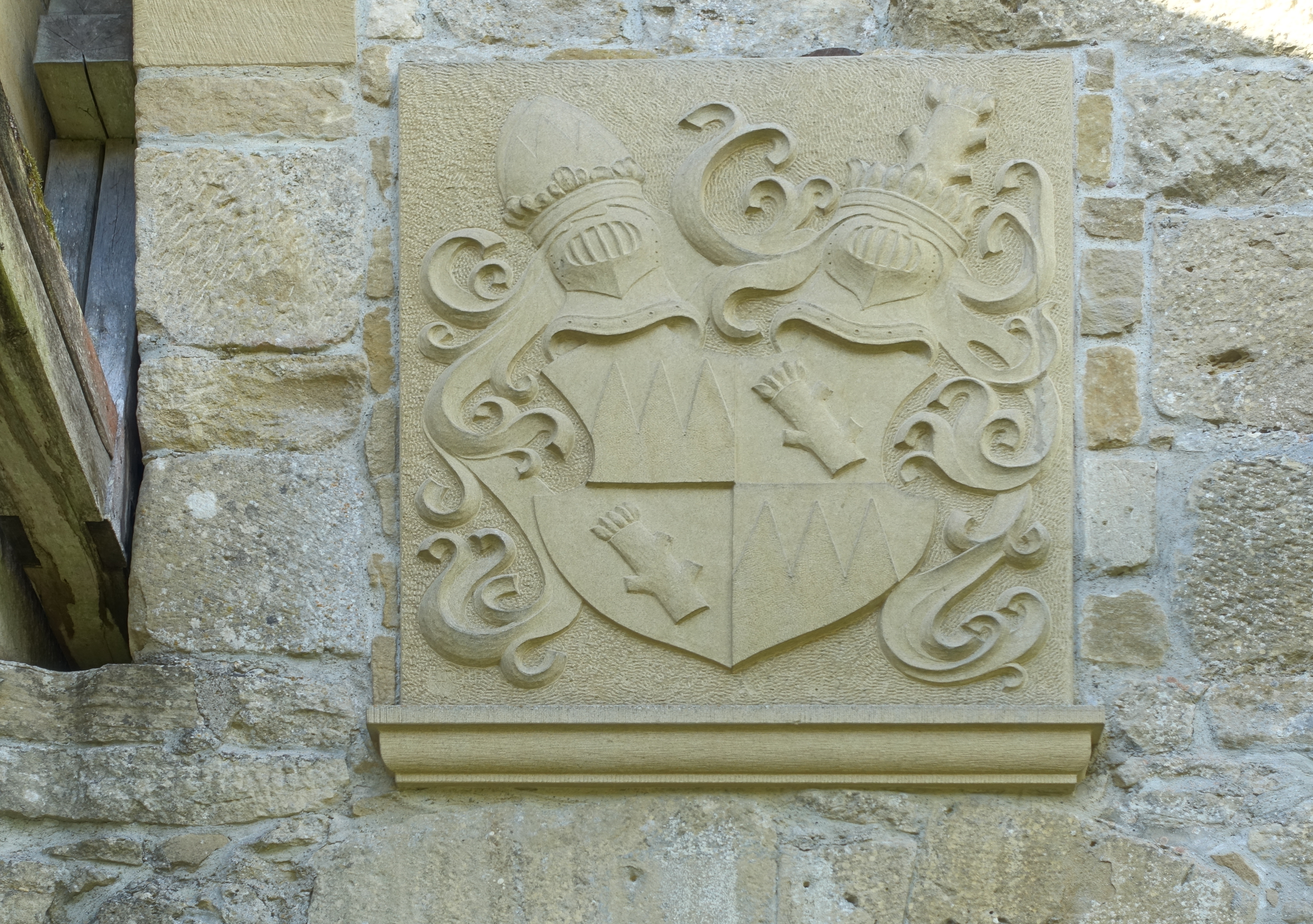
Moderne, keine authentische Darstellung (1983)

Das heutige Wappen über dem rekonstruierten Burgeingang wurde 1983 vom Bildhauer Ernst Keller aus Lottstetten nach einem Entwurf des Waldshuter Regierungsbauamtmannes Ernst Wellenreuther angefertigt. Die Farben sind durch unterschiedliche Strukturierung der Oberfläche angedeutet. Wellenreuther orientierte sich in seiner Darstellung an dem jüngeren Wappen der Grafen von Sulz in Johann Siebmachers Wappenbuch von 1605. Die Bischofsmütze ist auf den Wappen der Sulzer seit Ende des 14. Jahrhunderts nachweisbar und hat keinen Bezug zum Bistum Konstanz.
Von der zum Aussichtsturm umfunktionierten Schildmauer ist der Blick bei klarer Sicht frei mit dem Panorama der schneebedeckten Gipfel der Schweizer Alpen – nach Bechtersbohl am Fuße der Küssaburg, nach Lauchringen und zum Vitibuck, vom Randen bis nach Bad Zurzach in das Rheintal und weit in den Schwarzwald.
Für den Erhalt der Burg als kulturhistorisches Denkmal ist der Küssaburgbund zuständig.

## Küssaburgbund

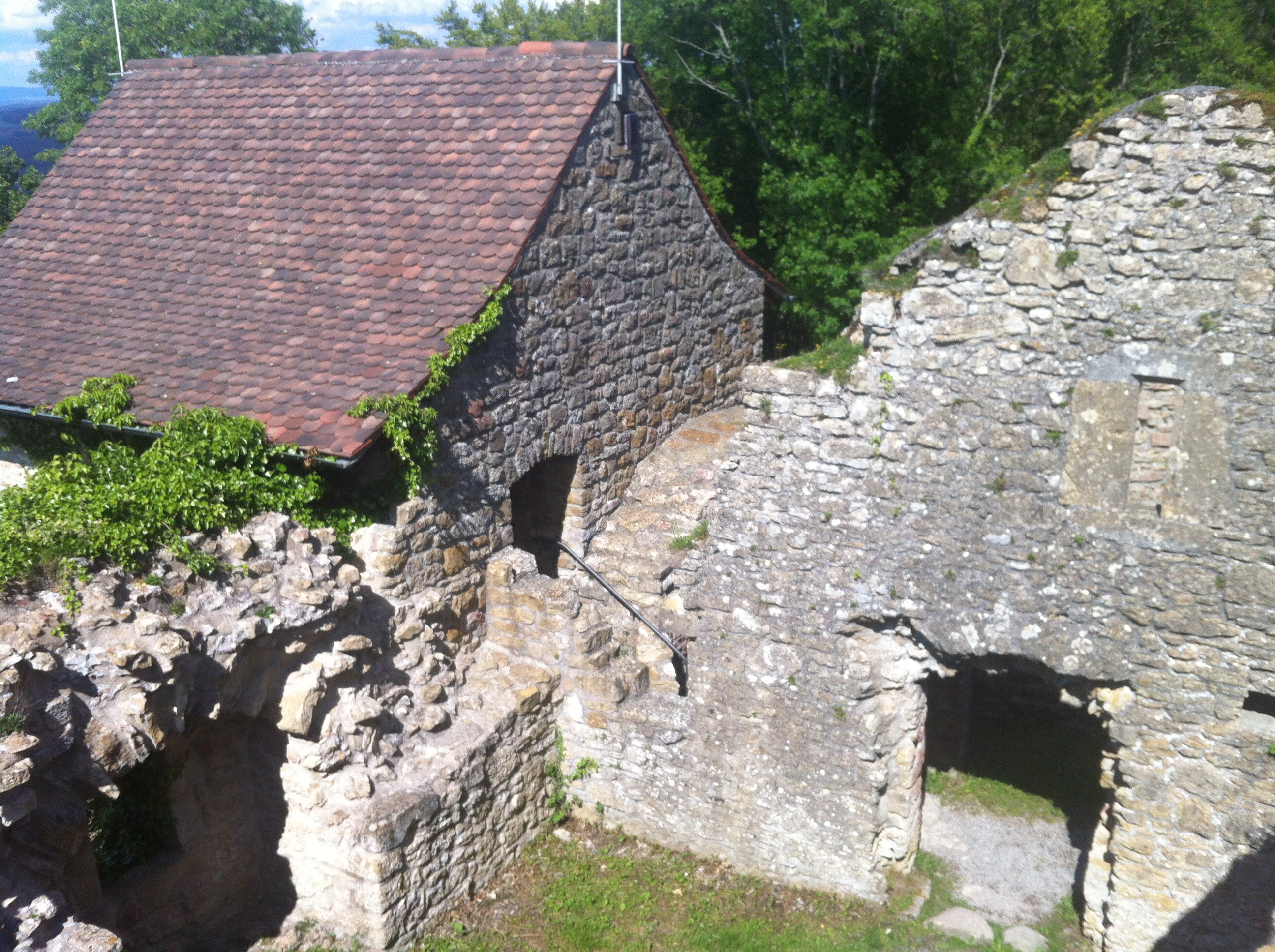
Torhaus (Lager Küssaburgbund), vorn die Alte Küche

„Der Heimatschriftsteller Samuel Pletscher (gründete) am 3. Juni 1893 den ersten Küssaburg-Bund mit Sitz in Oberlauchrigen, der jedoch nur kurze Zeit bestand.“ Pletscher gab im gleichen Jahr ein „Küssaburg-Büchlein“ heraus.
Der Küssaburgbund wurde im Zuge der Ausgrabungen der 1930er Jahre 1934 neu gegründet und „durch Landrat Wilfrid Schäfer 1956 wieder neu belebt. Zunächst wurde von der Kreisverwaltung die außerordentlich schlechte Zufahrtsstraße von Bechtersbohl zur Küssaburg instandgesetzt und ausgebaut.“ Die notwendigen Sanierungsmaßnahmen wurden durchgeführt und das THW errichtete eine Holzbrücke über den Burggraben. Nachfolger von Landrat Schäfer als Vorsitzender wurde 1972 Franz Schmidt, ehemaliger Bürgermeister von Tiengen, der gemeinsam mit Bürgermeister Berthold Schmidt von Lauchringen die Übernahme der Burg im Sommer 1978 durch den Landkreis Waldshut unter Landrat Norbert Nothhelfer bewirkte. Dies „ermöglichte dem Küssaberg-Bund, Zuschüsse des Landesdenkmalamtes Baden-Württemberg zu erhalten. […] Neben den immer wieder notwendig werdenden Konservierungsarbeiten an den Mauerflächen und Mauerkronen wurde als herausragende Arbeit der Wiederaufbau des Burgtorgebäudes mit Einbau einer Zugbrücke durchgeführt.“
Funktionsfähige Zugbrücke

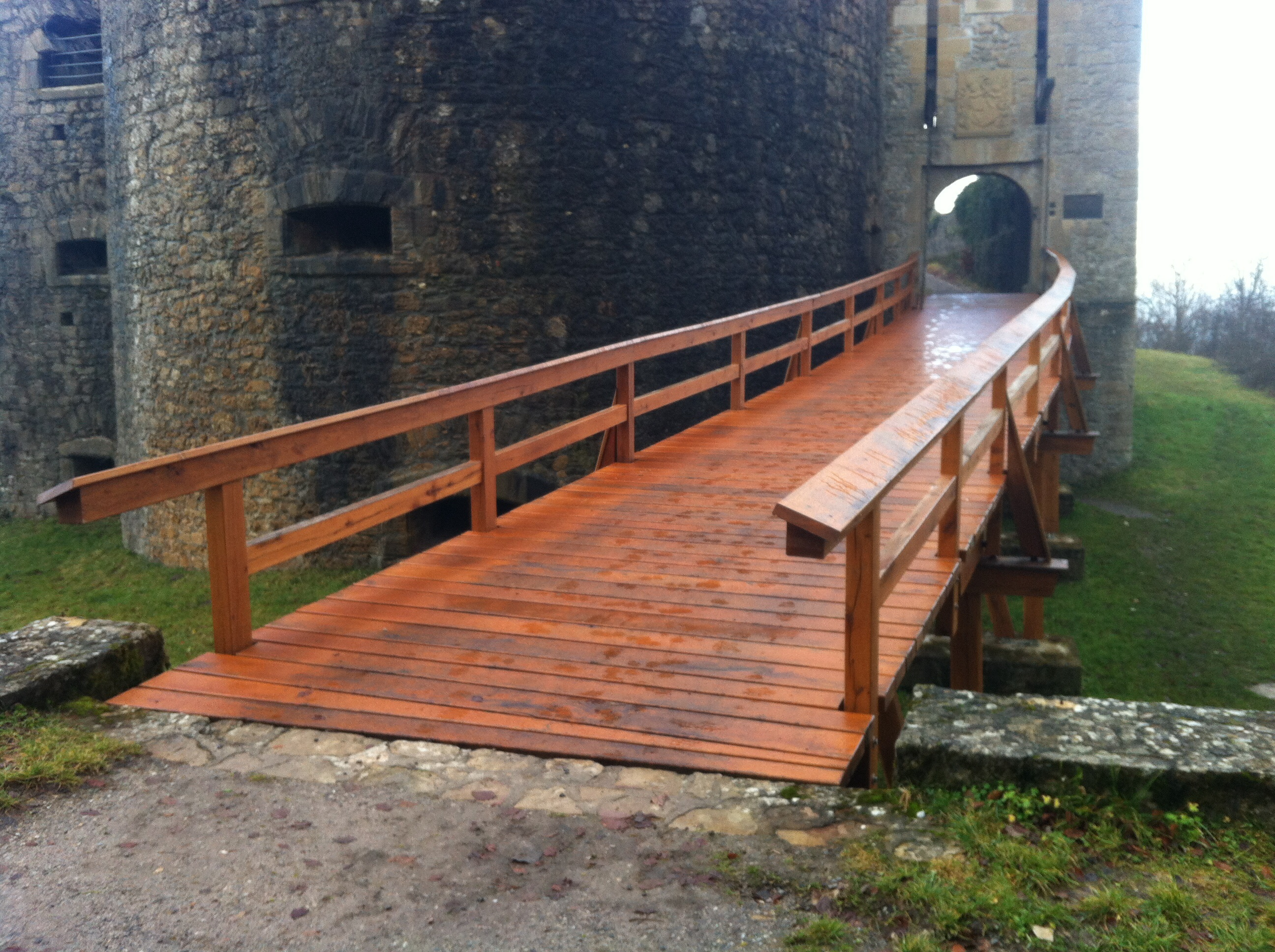
Die neue Zugbrücke 2017

„Die Wiederherstellung einer voll funktionsfähigen Zugbrücke […], eine Zugbrücke zu rekonstruieren, die vor mehreren hundert Jahren existierte, (… sollte) mehr als zwei Jahre in Anspruch nehmen. […] Der mit dem Bau beauftragte Zimmermeister Josef Morath (70) schaute sich im Elsaß und der Schweiz verschiedene Zugbrücken von anderen Burgen an, von denen allerdings keine funktionsfähig war. Allesamt waren es Attrappen.“ 1981 wurde die fertiggestellte Küssaburger Zugbrücke in Betrieb genommen – ein Junge konnte die rund drei Tonnen schwere Holzkonstruktion bewegen. Der Mechanismus war so präzise justiert, dass „ab einem Winkel von 45 Grad die Brücke von selbst zuging.“ 1996 wurde die mittlerweile schwergängigere Funktion durch eine Verstärkung des Gegengewichts wieder ausgeglichen. Die aktuelle Variante der Zugbrücke stammt vom Mai 2017.
Betreuung
In den ersten 15 Jahren nach der Übernahme der Burg durch den Landkreis Waldshut 1978 „fielen bereits 780.000 D-Mark für Renovierungsarbeiten an.“ Thema einer Besichtigung im Juli 2018 war ein neues Sanierungskonzept.
„Seit vier Jahren bietet der Küssaburgbund nun Führungen auf der Ruine an […] Im vergangenen Jahr waren es circa 550 Teilnehmer.“ Vorsitzende des Bundes ist die stellvertretende Bürgermeisterin von Küssaberg, Brigitte Rossa, 2. Vorstand Bernd Hufschmid vom Landratsamt Waldshut.

## Die Küssaburg in der Kunst
- Auf dem Freskenzyklus von David von Winkelsheim an der Nordwand im Festsaal des Klosters St. Georgen in Stein am Rhein wurde durch Ambrosius Holbein 1515 die Zurzacher Messe dargestellt. Oben rechts im Hintergrund der Szene mit dem Hurentanz ist eine Idealdarstellung der Küssaburg abgebildet.[45]
- Eine weitere Abbildung der unzerstörten Burg findet sich in der Stumpf-Chronik von 1548 oben rechts auf einem Holzschnitt der Messe von Zurzach.
- Eine Miniaturansicht der noch unzerstörten Festung findet sich auf einer Militärkarte Hans Conrad Gygers.[46]
- Eine Darstellung der Ruine aus der Ferne zeigt die Zurzach-Ansicht Merians von 1654.
- Von Conrad Meyer stammt der Einblattdruck Eigentlicher Abriss des merkwürdigen Bergfalls am Küssaberg. von 1665.
- Gleich drei Ansichten der Burg, darunter eine detaillierte Darstellung der Ostseite der Ruine mit dem Toreingang, wurden von Johann Caspar Ulinger nach Zeichnungen Johann Melchior Füsslis 1730 bei Johann Andreas Pfeffel in Augsburg verlegt.
- Um 1735 ist die Ruine auf einer Ansicht Tiengens von Johann Heinrich Meyer (1688–1749) dargestellt. Eine freie Darstellung der Ruine aus der zweiten Hälfte des 18. Jahrhunderts in Öl wird im Heimatmuseum Tiengen aufbewahrt.
- Joseph Mallord William Turners Ruined Castle among Trees; Küssaberg near Lauchringen 1802., ist im Lake Thun Sketchbook in der Tate Gallery London erhalten.
- Eine Tuschezeichnung der Küssaburg von Maximilian von Ring, datiert 1828, wird in der Sammlung des Augustinermuseums in Freiburg aufbewahrt und diente zur Vorlage der Tafel 14: Kussenburg, in: Malerische Ansichten der Ritterburgen Deutschlands nach den Originalzeichnungen des Hrn. Maximilian von Ring. Das Großherzogthum Baden, 1: Südlicher Theil von dem Kinzigthale bis an den Bodensee, Strasbourg, Levrault 1829.
- Im zweiten Drittel des 19. Jahrhunderts entstanden zwei Darstellungen von der Westseite, die 1839 im ersten Band von Joseph Baders Badenia. nach Seite 34 veröffentlicht wurden.
- Der Burgenforscher Eduard Schuster veröffentlichte 1908 Zeichnungen der Ruine in seiner Publikation Die Burgen und Schlösser Badens.
- In den 1960er Jahren war die Küssaberg ein beliebtes Motiv des Heimatmalers Christian Gotthard Hirsch.
- Ein Kuriosum ist das Zinnpanorama Der Bauernkrieg im Klettgau (Hochrhein), die Küssaburg und die Schlacht auf dem Rafzer Feld am 4. November 1525, dargestellt in Zinnfiguren und Landschaftsmodellen durch die Zinnfigurenklause im Freiburger Schwabentor.[47]
- Buchtitel mit Burg (Verlag Zimmermann, Waldshut 1934.) Hans von Brandeck (Zeichner unbekannt).

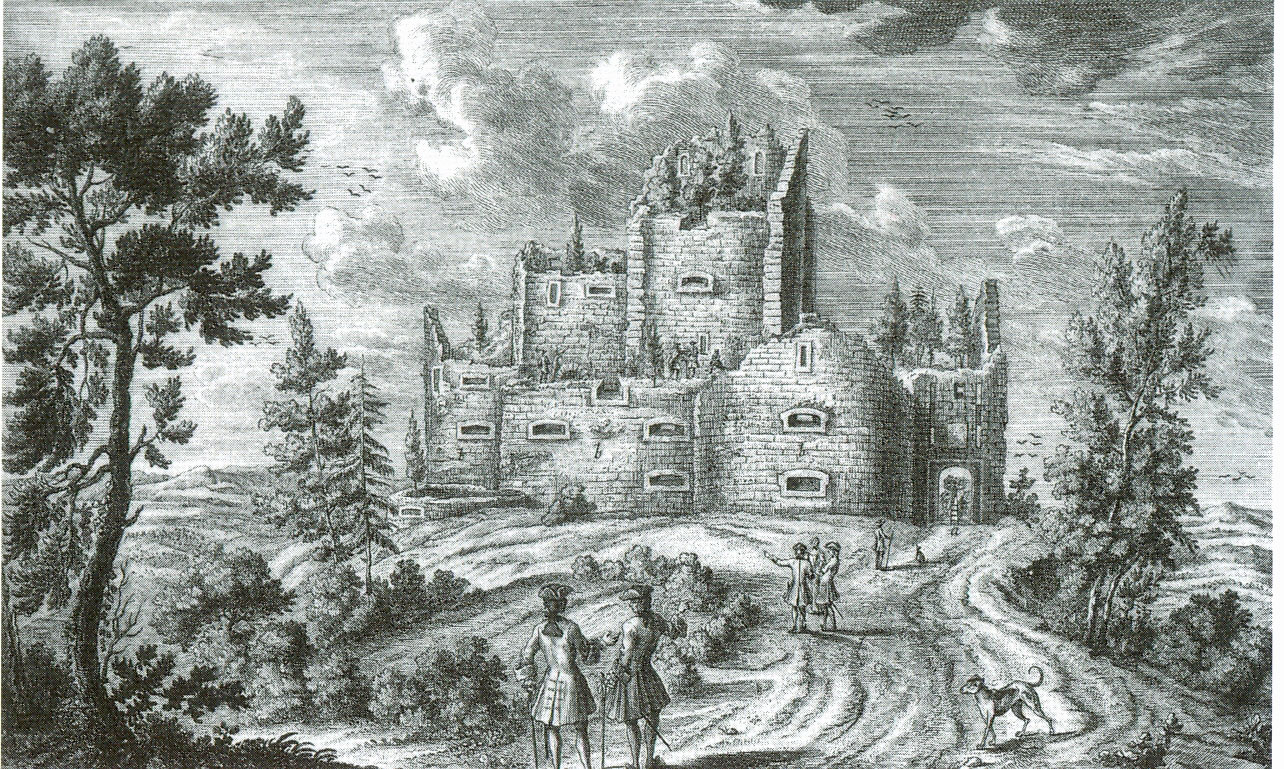
Kupferstich von Johann Caspar Ulinger nach einer Zeichnung von Johann Melchior Füssli  (im Original noch etwas Text)
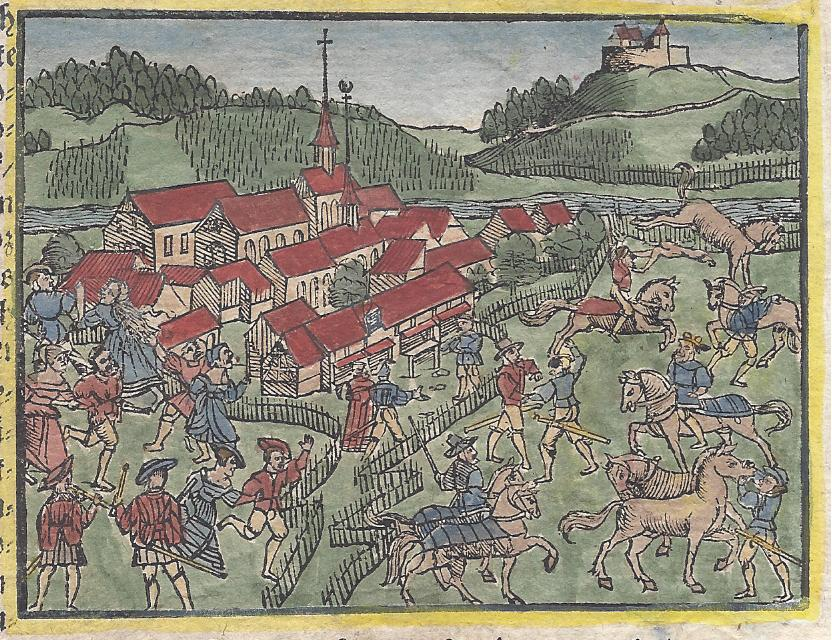
Zurzach mit Markt und im Hintergrund die Küssaburg, unbekannter Künstler: nachkolorierter Holzschnitt aus der Stumpf-Chronik, Christoph Froschauer, Zürich 1549
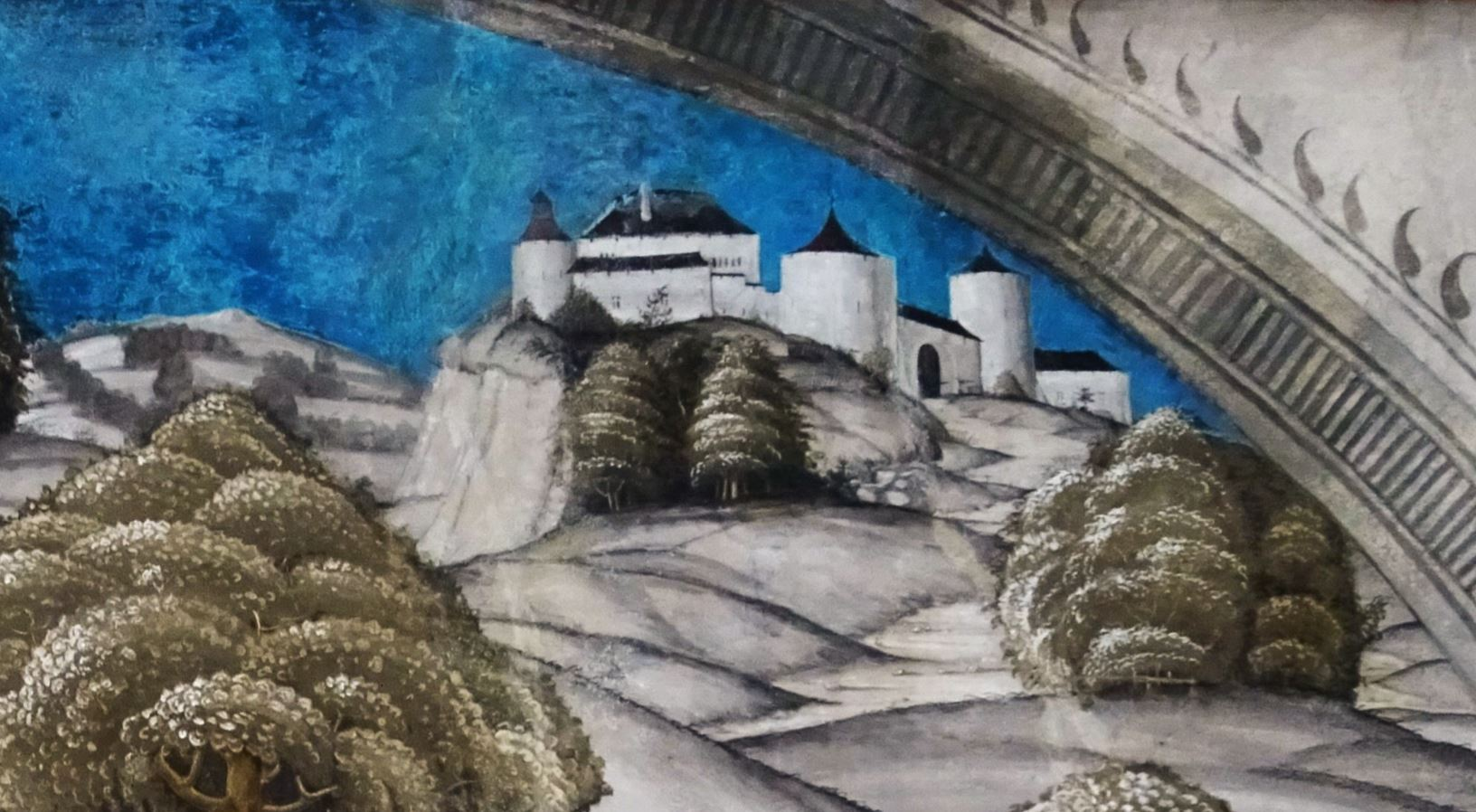
Wandbild (Ausschnitt) aus dem Fresko von 1515 im Kloster Sankt Georgen in Stein am Rhein. Maler: Tomas Schmid und Ambrosius Holbein.

## Sagen und Legenden
Die Legende der 1730 entstandenen Darstellung der Schlossruine von Johann Melchior Füssli berichtet von einem unterirdischen Gang. Eine Schweizer Sage berichtet gar, ein geheimer unterirdischer Gang habe von der Festung bis in das Schlößchen Mandach an der Zurzacher Brücke geführt.
Auch um die Küssaburg ranken sich Sagen. Nachdem Bernhard von Clairveaux auch Tiengen für den Kreuzzug geworben hatte, zog eine junge Zigeunerin durch das Land und auch auf die Küssaburg. Sie fristete ihr Dasein mit Wahrsagerei. Ein Burgfräulein ließ sie durch Hunde verjagen. Das Zigeunermädchen sagte der Burg eine Feuerbrunst und dem Burgfräulein einen untreuen Verlobten voraus. Als sie tatsächlich Nachricht von der Untreue des auf dem Kreuzzug befindlichen Ritters erhielt, stürzte sie sich in den Schlossbrunnen.
Landgraf Rudolf V. von Sulz, örtlich genannt „Der Bauern(be)zwinger“, muss zur Strafe für die grausame Unterdrückung des Bauernaufstandes auf ewig jede Nacht auf der Burg umgehen.
Heinrich von Küssenberg wurde nach seiner Heirat mit Kunigunde, der Schwester des Grafen Rudolf von Habsburg, hochmütig und wurde vom Schicksal damit bestraft, dass er als letzter männlicher Vertreter seines Geschlechts keine Nachkommen bekam. Die Überlieferung berichtet, dass der Habsburger als König seinem Schwager Heinrich, der bis dahin noch Freiherr war, die Grafenwürde verlieh. So konnte er in sein bisheriges Wappen mit den drei Mondsicheln noch den Habsburger Löwen einbringen.

### Zitate und Anekdoten
Wasser und Wein
Neben dem wohl umfangreichen Weinverbrauch erfolgte die Wasserversorgung der Burg in der Hauptsache aus einer Regenwasserzisterne. Dass dieses Wasser nicht ausreichte, zeigt die Beschwerdeschrift der Klettgauer Untertanen 1524/25 an die Herrschaft, wo sie im elften Artikel unter anderem die Abschaffung fordern: Allen Plunder und Gescheff, das man in dem Schloss Küssenberg zu wäschen hat, führt man gen Lauchringen, und so das gewäschen wird, müßen es die armen Leut in das Schloss führen. Das gebeut man uns.
Viktor von Scheffel besuchte wiederholt die Burg. Einer seiner Vorfahren, Georg Balthasar Krederer aus Prag, war Anfang des 17. Jahrhunderts Schlosshauptmann im Dienst der Grafen von Sulz. Josef Bader erwähnt im 1. Band der Badenia dessen hinterlassenes Stamm- und Gesellenbuch, das dieser auf der Küssaburg geführt hatte und voller Humpenpoesie steckte. Das Stammbuch wurde von der Mutter Scheffels erworben. Der weitere Verbleib des Buches ist ungewiss.

Nicasius Beyer zum Edelbach (aus Edelbach im Steinatal) / hat ordentlich schön verrichtet sein Sach / Wilkomm getruncken auch / wie sich gebürt nach altem Brauch / dabei sich also befand / das er das Bett nicht finden khunt
Die Inhaftierung Leonard Thurneyssers
1595 ließ Graf Rudolf VII. von Sulz den von Venedig kommenden Alchimisten Leonhard Thurneysser in Tiengen unter der Anklage der Schuldeintreibung verhaften und setzte ihn auf der Küssaburg fest. Thurneysser gelang es durch die Intervention von Freunden freizukommen, musste aber einen Teil seiner mitgeführten Bücher in der Küssaburg zurücklassen. Eines dieser Bücher gelangte auf diesem Weg in die Stiftsbibliothek von St. Gallen.

## Naturschutzgebiet Küssaberg
Der Südhang ist als Naturschutzgebiet Ruine Küssaburg ausgewiesen.

## Fotogalerie

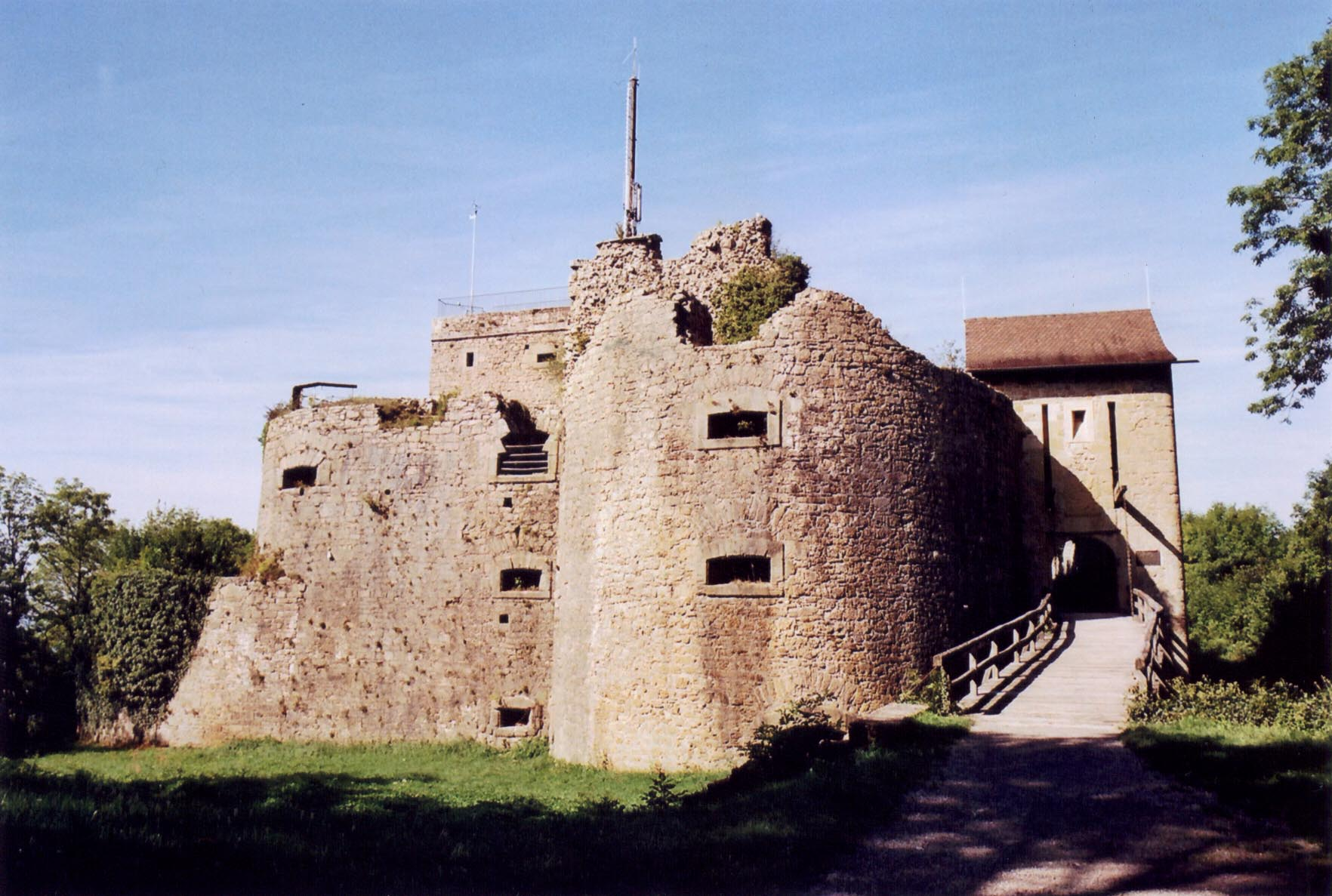
Ostseite mit äußerem Tor (2008)
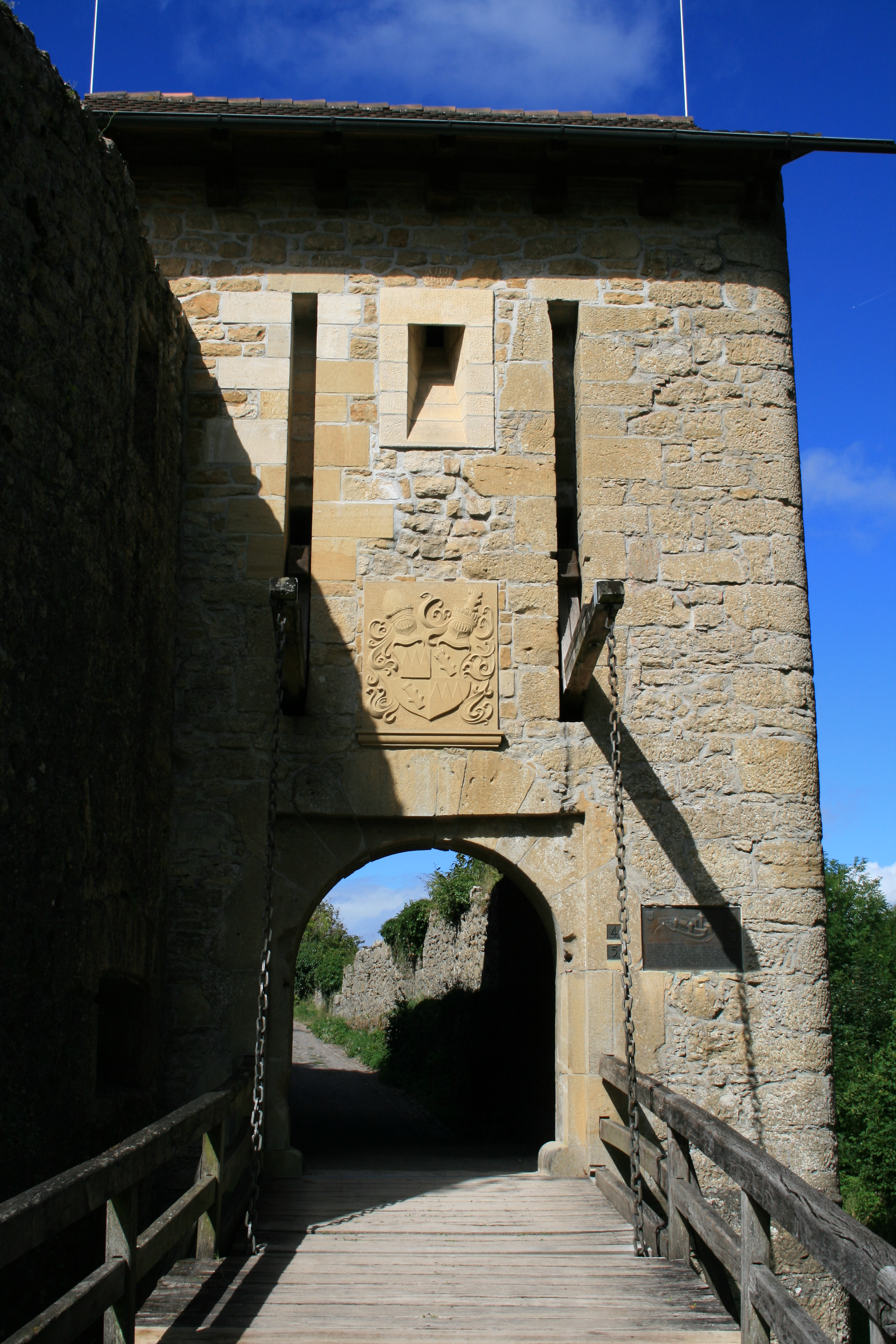
Das 1983 ‚nachempfundene‘ Allianzwappen Sulz-Brandis über dem Tor
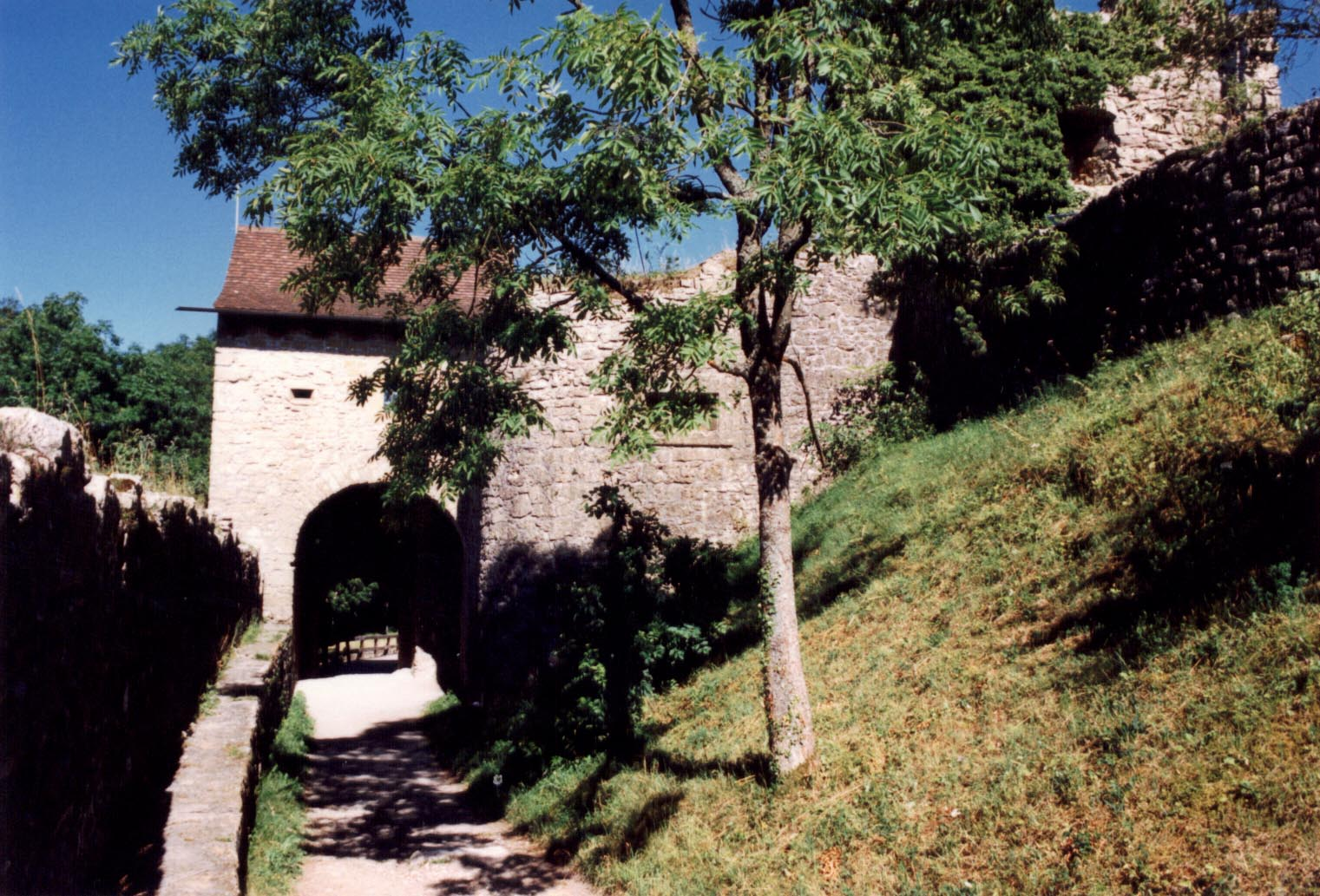
Innenseite des äußeren Tores (1991)
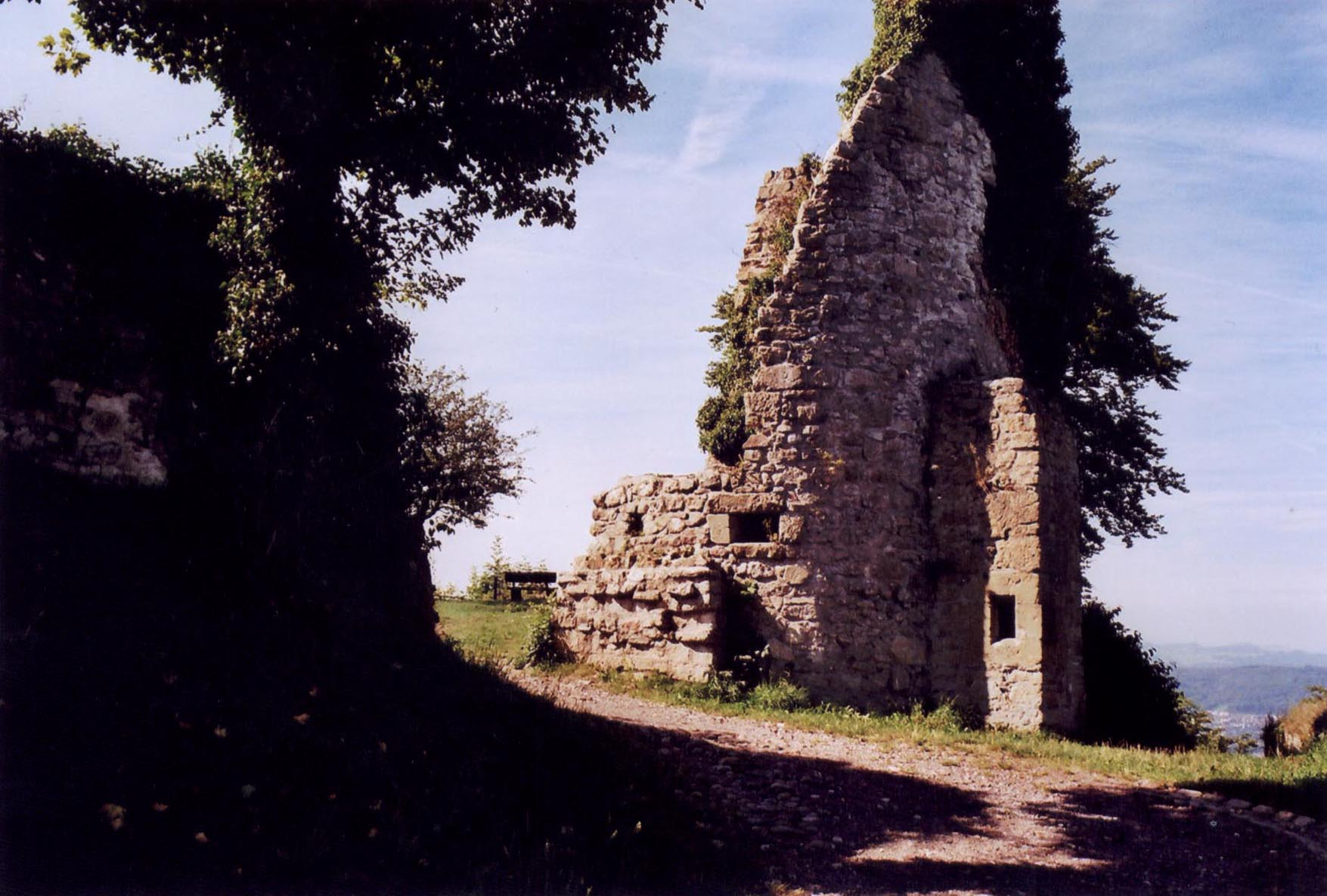
Tor zur Kernburg (2008)
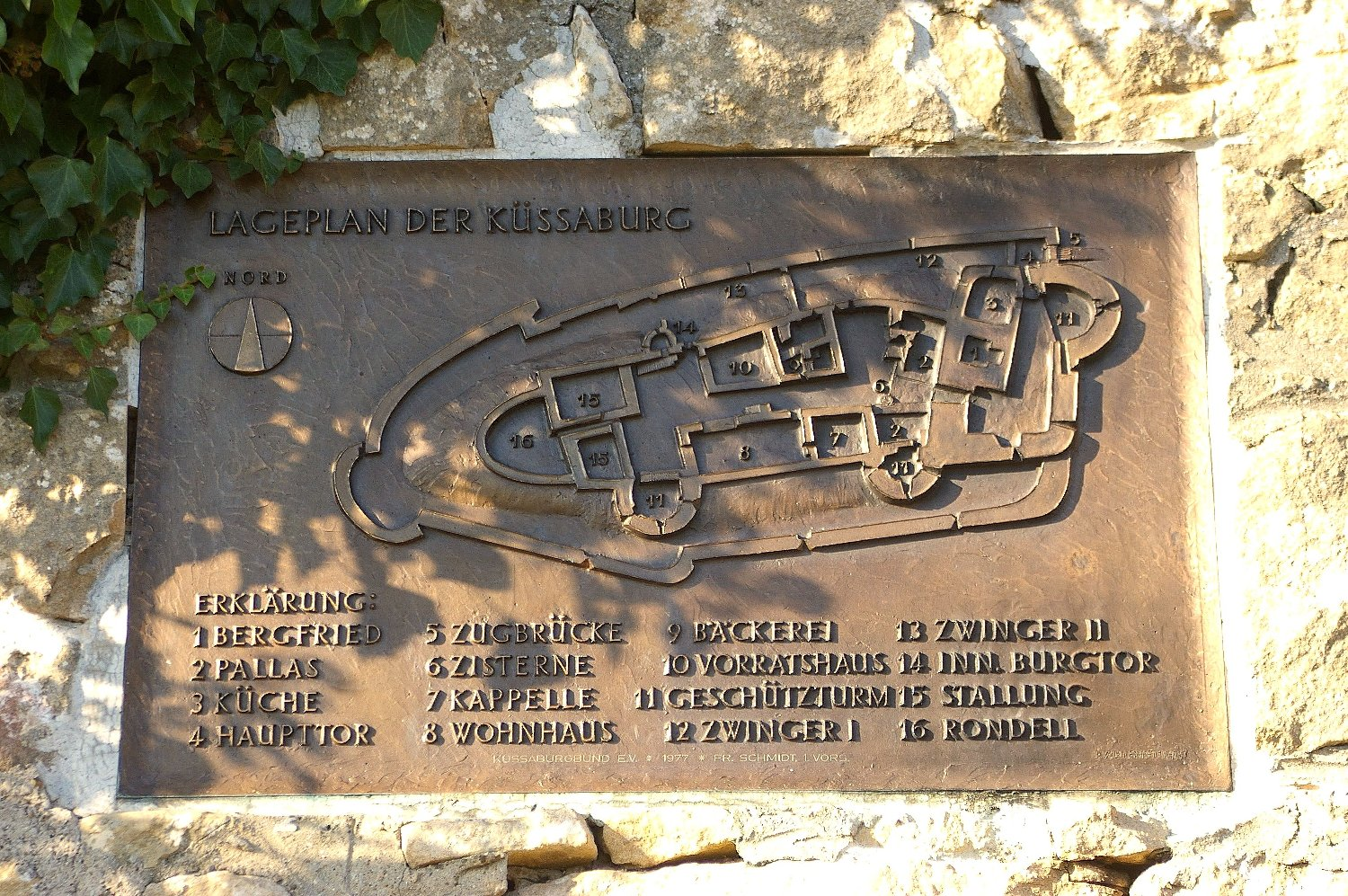
Grundriss der Burg
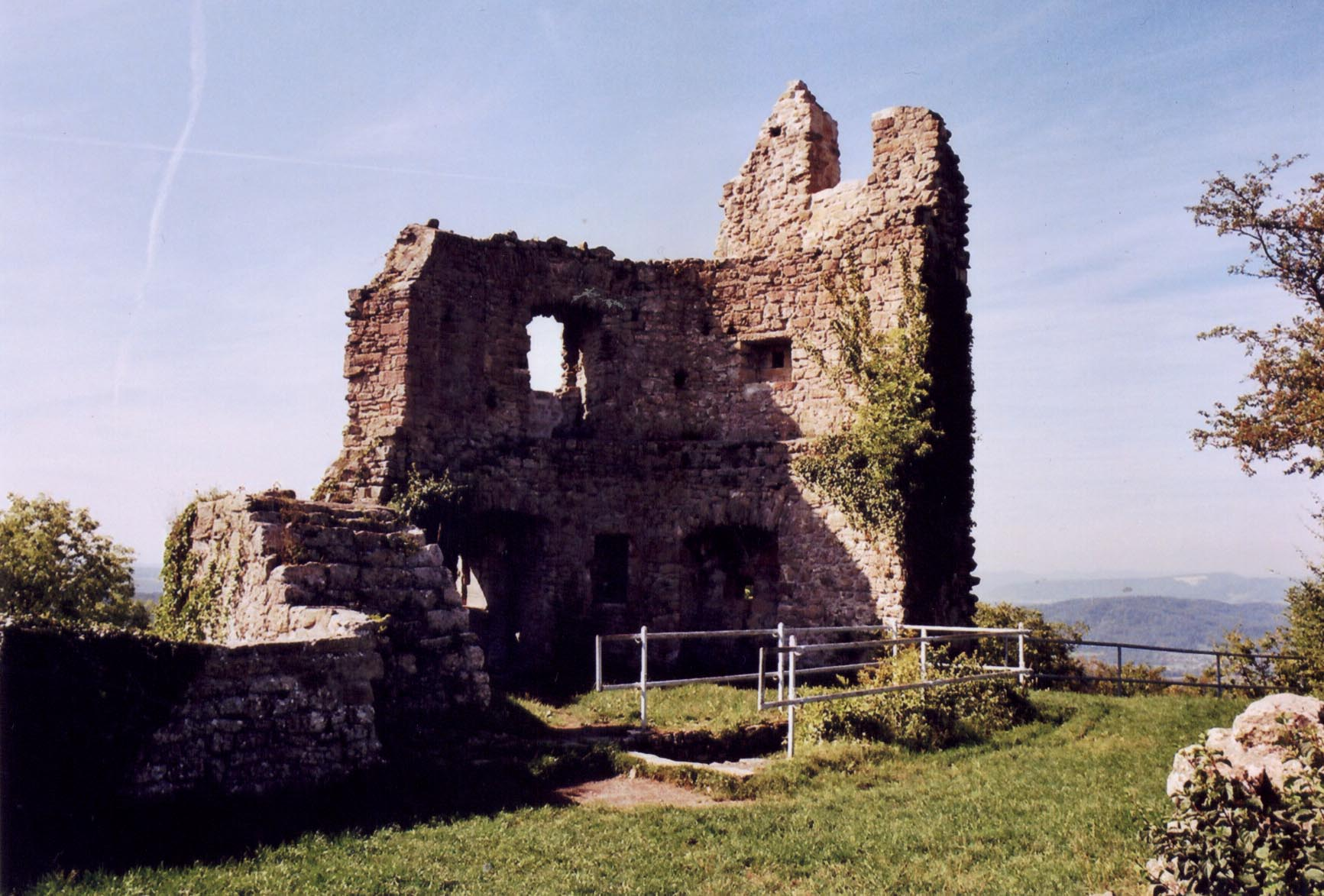
Turmrest an der Südwestecke (2008)
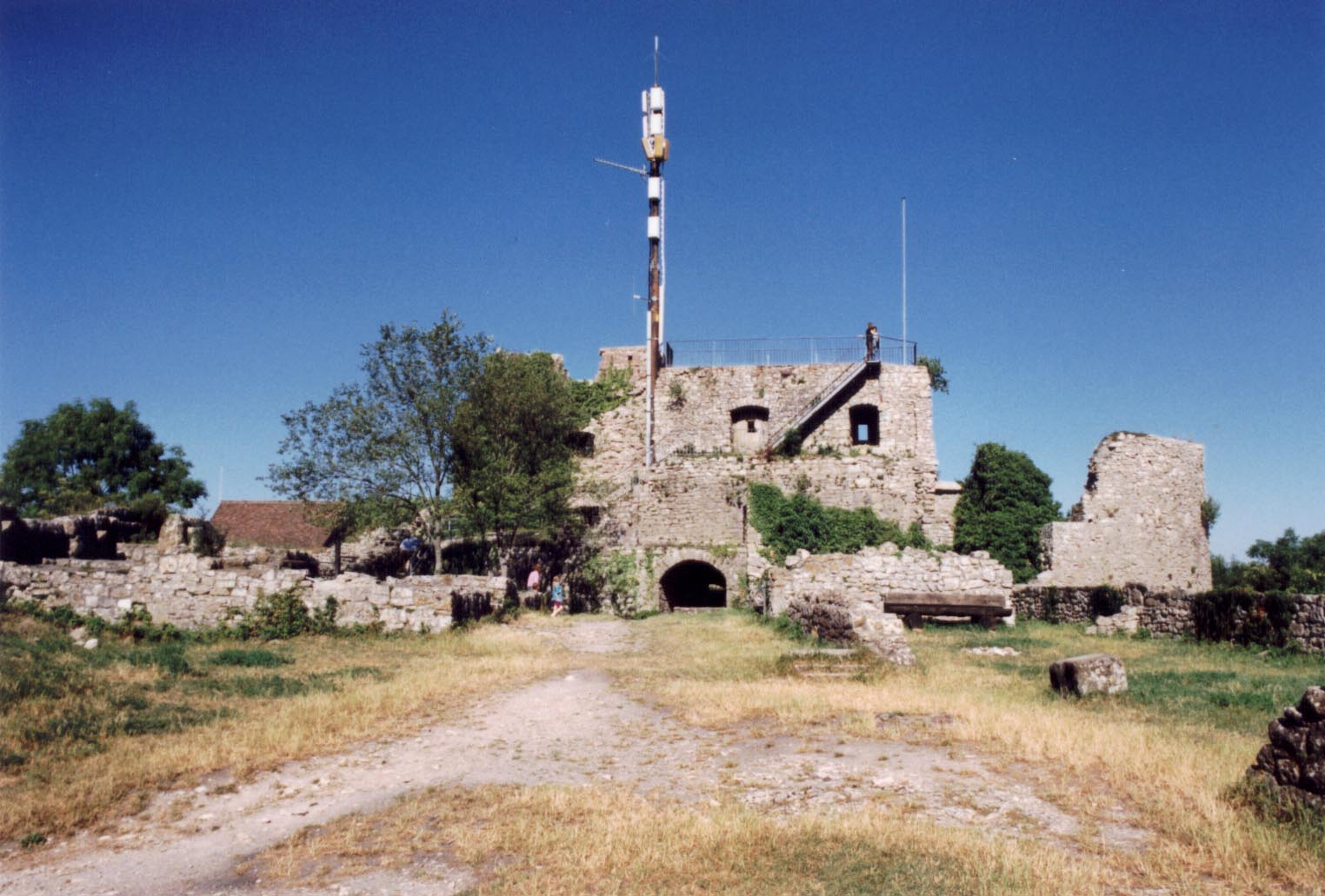
Kernburg in Richtung Osten (1991)
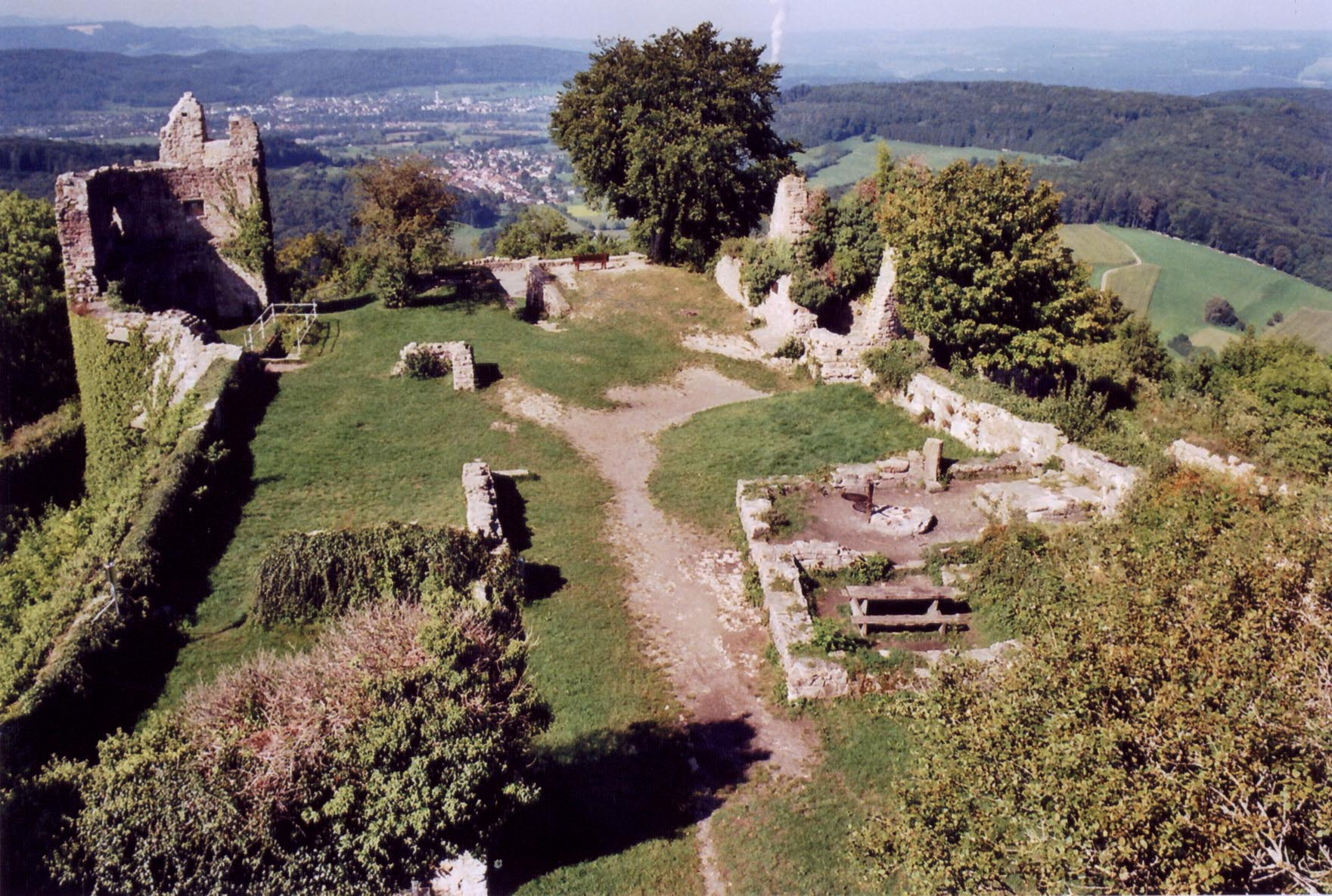
Kernburg in Richtung Westen (2008)
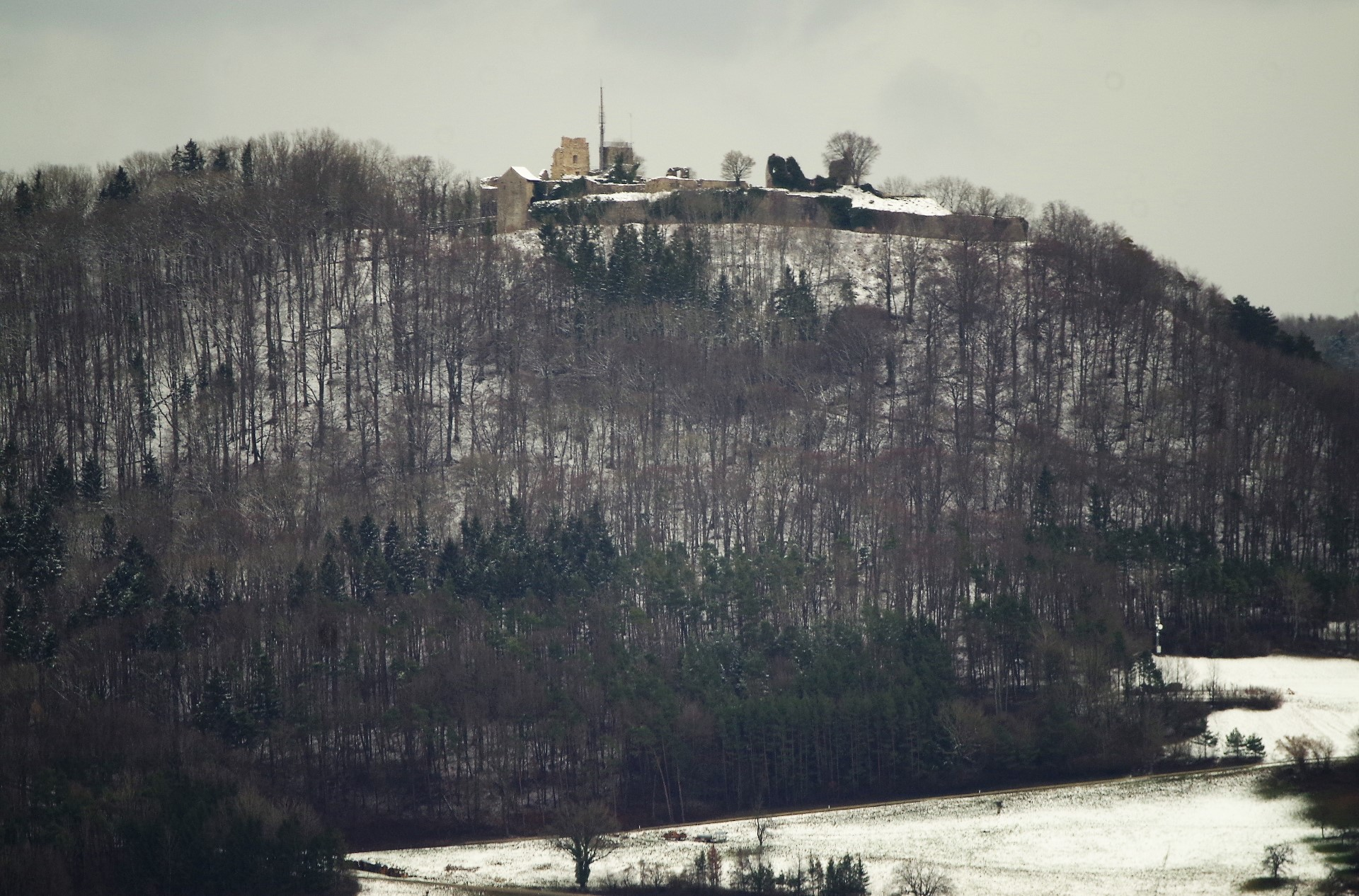
Nordseite von Breitenfeld aus (2016)
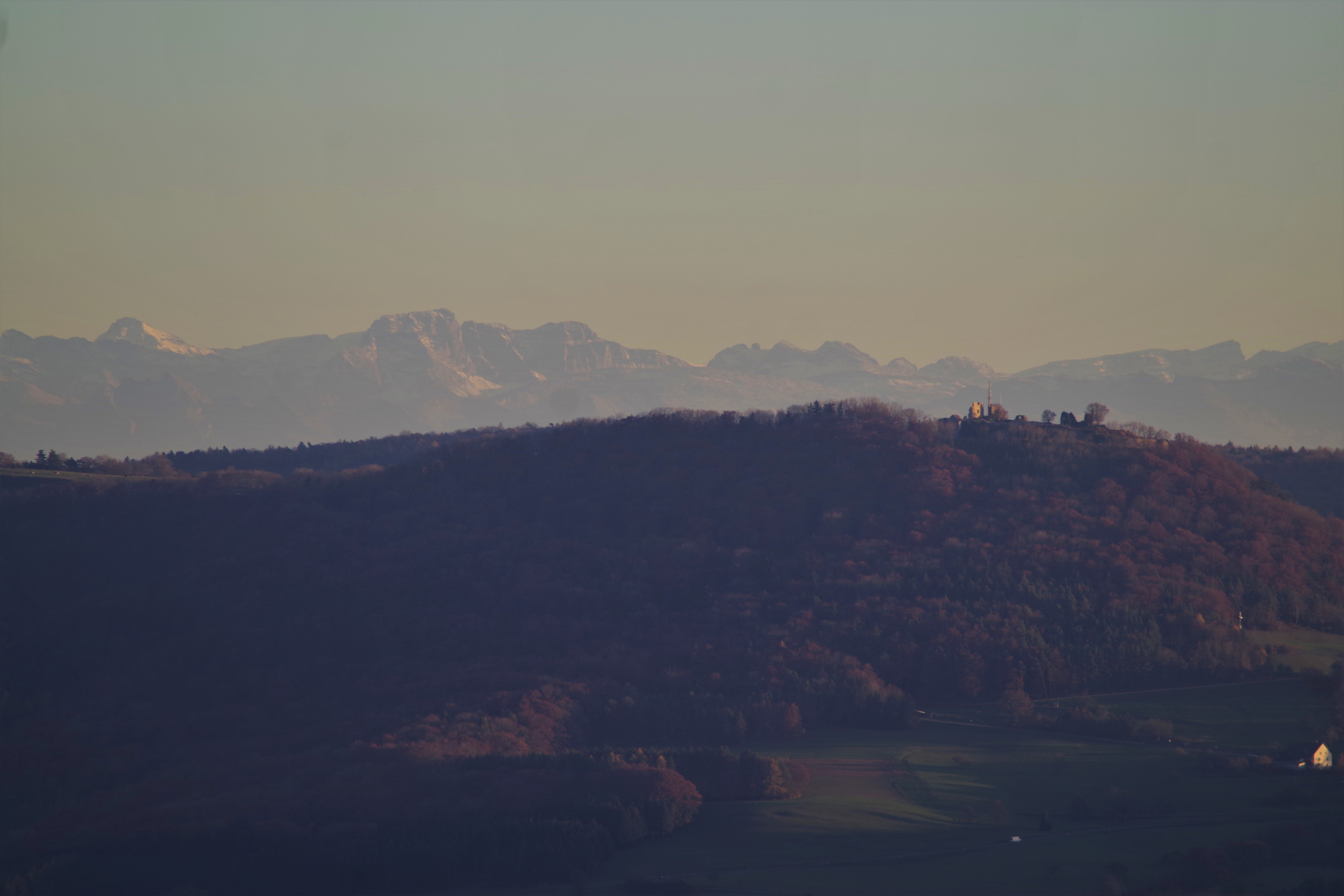
Blick von Breitenfeld über die Küssaburg auf die Glarner Alpen mit Hausstock, Ruchi, Ortstock, Muttenstock und Selbstsanft
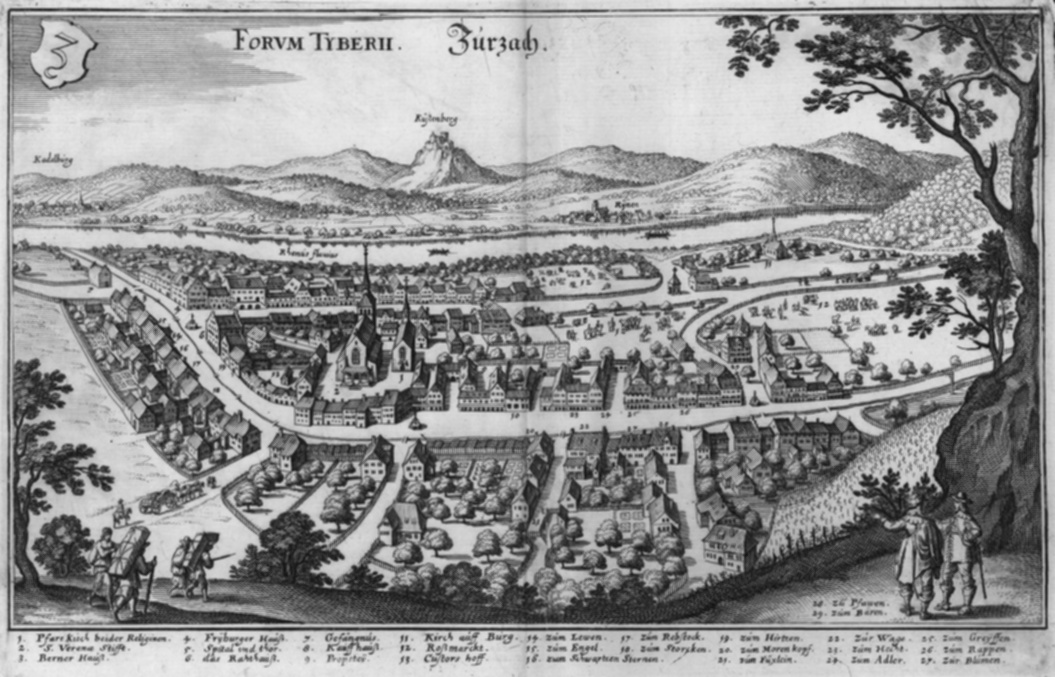
Merian Panoramablick über Zurzach auf die Küssaburg (1654)